# Глухов
Глу́хов (укр. Глухів) — город в Шосткинском районе Сумской области Украины.
С 17 июля 2020 года входит в состав Шосткинского района. До этого был центром упразднённого Глуховского района. Глухов расположен в исторических областях Северщина, Левобережная Украина, Восточное Полесье. В 1708—1722 и 1727—1734 годы был резиденцией гетманов Левобережной Украины, а с 1765 по 1773 год — административным центром Малороссийской губернии. Значительный исторический центр восточного Полесья и современный культурный центр Украины.

## Этимология
Существует несколько версий происхождения названия Глухова, но все они являются лишь предположениями, так как город ведёт свою историю с древних времён. И поэтому лишь факт, что название славянское, можно считать неопровержимым.
Версии происхождения названия «Глухов»:
- По одной из них, название «Глухов» происходит от слов «глухой», «глушь», что буквально означает: поселение в глухих, малонаселённых местах, непроходимых лесах и болотах. Однако эта версия не подтверждена, поскольку местность в окрестностях нынешнего Глухова была плотно заселена ещё во времена эпохи неолита — бронзы. Позднее на этих территориях поселились скифы. К нашему времени остатки их укреплённых городищ сохранились неподалёку от города. Исходя из данных, полученных при археологических раскопках, считается, что становление и расцвет скифских городищ приходится на период переселения скифов из Предкавказья в Нижнее Приднепровье, а затем и севернее — приблизительно в VI веке до н.э. Именно в это время скифские племена, продвинувшись к границам Дикой Степи, добрались до территории современной Сумщины[5].
- В эпоху Киевской Руси и последующие столетия Глухов являлся удельным городом Черниговского княжества, имеющим важное значение. Располагаясь на древнем торговом и военном пути, он находился в сфере интересов киевских и черниговских князей, которые часто соперничали и враждовали между собою. По этой причине Глухов был тщательно укреплён, а первоначальное название «Глухов» приобрело новый смысл: «крепкий, неприступный в обороне». Таким город не раз представал перед захватчиками на протяжении своей многовековой истории[4][5].

## Физико-географическая характеристика

### Часовой пояс
Город Глухов, как и вся территория Украины, находится в одном часовом поясе UTC+2 (восточноевропейское время, EET), которое также называется Киевским. Смещение относительно всемирного координированного времени (UTC) составляет +2:00 зимой и +3:00 летом, относительно московского времени: −1:00 зимой и 0:00 летом. Зимой Киевское время соответствует поясному времени.

### Местоположение, рельеф и геологическое строение
Город расположен в северо-восточной части Украины, в пределах наиболее низменной части Украинского Полесья, на расстоянии 146 км от областного центра Сумы, по обоим берегам реки Эсмань. Территория города находится в пределах Воронежского кристаллического массива, на его юго-западном склоне. В связи с этим здесь присутствуют волнисто-бугристые формы поверхности, составленные преимущественно песчаными и супесчаными ледниковыми отложениями.
Высота над уровнем моря составляет 160 метров, центральная часть города представляет собой высокий холм с крутыми склонами. В пределах населённого пункта на реке Эсмань имеется несколько крупных плотин.

### Климат

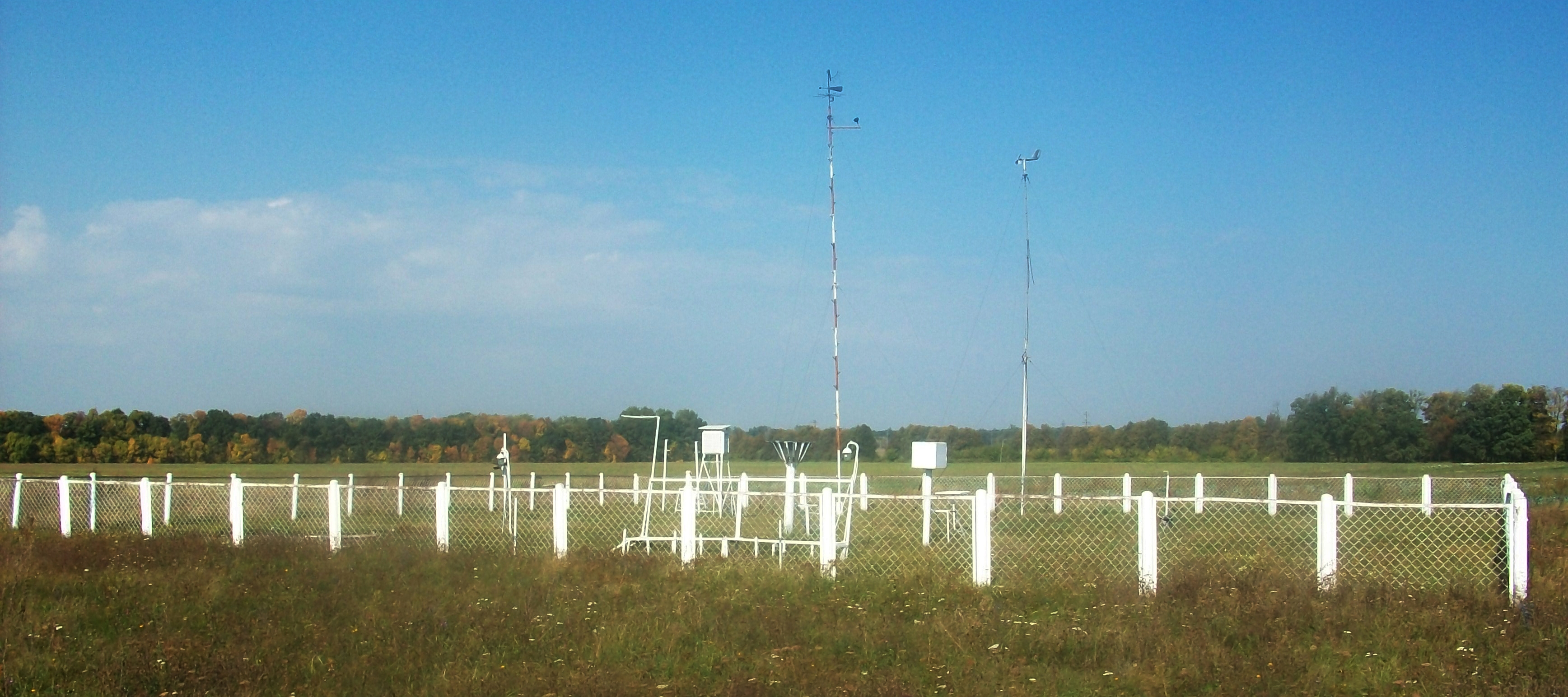
Метеостанция «Глухов». Площадка с измерительными приборами (23 сентября 2011)

Климат Глухова умеренно континентальный с прохладной зимой и тёплым летом. Среднегодовая температура воздуха составляет +6,6 °С; средняя температура января — −7,7 °С; средняя температура июля — +19,6 °С. Температурные рекорды:
- самая высокая температура — +39,9 °С (11 августа 1907 года);
- самая низкая температура — −36,0 °С (6 января 1935 года).

Средняя годовая норма атмосферных осадков составляет 603 мм, меньше всего — в феврале, больше всего — в июле. Рекорды:
- минимальное годовое количество осадков 228 мм наблюдалось в 1908 году;
- максимальное — 886 мм — в 1973;
- максимальное суточное количество осадков 89 мм было зафиксировано в июне 1912 года.

Наименьшая облачность наблюдается в августе, наибольшая — в декабре. Наибольшая скорость ветра — зимой, наименьшая — в июле — августе. В январе она в среднем составляет 4,4 м/с, в июле — 3,1 м/с. Количество дней с грозами в среднем за год составляет 20, с градом — 7, со снегом — 74.
| Показатель                                                         | Янв. | Фев. | Март | Апр. | Май  | Июнь | Июль | Авг. | Сен. | Окт. | Нояб. | Дек. | Год |
| ------------------------------------------------------------------ | ---- | ---- | ---- | ---- | ---- | ---- | ---- | ---- | ---- | ---- | ----- | ---- | --- |
| Средний суточный максимум, °C                                      | −2   | −1   | 5    | 13   | 19   | 22   | 23   | 22   | 17   | 10   | 2     | −1   | 10  |
| Средняя температура, °C                                            | −7,7 | −6,4 | −1,1 | 7,9  | 14,9 | 18,0 | 19,2 | 18,2 | 13,0 | 6,6  | 0,6   | −4,1 | 6,6 |
| Средний суточный минимум, °C                                       | −10  | −9   | −3   | −9   | 13   | 14   | 13   | 8    | 3    | −1   | −6    | −3   | −3  |
| Норма осадков, мм                                                  | 43   | 33   | 38   | 39   | 55   | 68   | 77   | 62   | 45   | 38   | 52    | 53   | 603 |
| Источник: Климатические данные Глухова на сайте «www.meteoprog.ua» |      |      |      |      |      |      |      |      |      |      |       |      |     |

На окраине города расположена метеорологическая станция Госкомгидромета Украины «Глухов», основанная в 1999 году. На ней ведутся регулярные наблюдения за климатическими условиями в городе.

### Почвы, растительность и животный мир
Глухов находится на южной границе зоны смешанных лесов в восточной части Украинского Полесья. Почвы зоны дерново-подзолистые и болотные.
Естественную растительность местности составляют лесные, луговые и болотные виды. Из лесов преобладают сосновые (боры), дубово-сосновые (суборы) и дубово-грабовые. В настоящее время лесистость региона составляет около 30 %, а леса, лесные насаждения, парки и сады занимают значительную часть территории города. На одного жителя приходится в многократно больше площади зелёных насаждений, нежели это предусмотрено международными нормами (этот показатель должен быть не менее 20 м²).
Для Глухова, как и для всего Полесья, характерны типично лесные животные: косуля, кабан, волк, лисица, рысь, куница, заяц, белка, из птиц — тетерев, глухарь, рябчик. В реках и озёрах в окрестностях города водится разнообразная рыба: карась, карп, линь, окунь, а также раки, змеи, лягушки, бобры и выдры.

### Экологическое состояние и охрана природы
По состоянию на 2005 год загрязнение атмосферного воздуха города вредными веществами от транспортных средств оценивали в 1,9 тонн, что составляло 3,8 % от общего показателя по Сумской области. По итогам 2005 и 2009 годов Глухов был признан городом с самым чистым воздухом на Украине.
Состояние водных ресурсов города характеризуется как стабильное. По состоянию на 2011 год, сток вредных веществ в озёра практически нивелирован.

## История
Первыми поселенцами здесь были северяне, которые жили в этих лесных и болотистых местах в VI—VIII веках. Свидетельством этого является сохранившееся Глуховское городище.

### Средневековье
Глухов — один из старейших городов Киевской Руси. Первое упоминание о нём как о городе-крепости Черниговского княжества встречается в Лаврентьевской летописи и датируется 1152 годом. Косвенные исторические источники (церковная литература) упоминают о существовании города в 992 году, когда была создана Черниговская епархия и Глухов вошёл в её состав.
После разорения монголо-татарами в 1239 году Чернигова в Глухов переехал Черниговский епископ.
С середины XIII века город стал центром удельного Глуховского княжества, зависимого от Золотой Орды.
В 1352 году княжество охватила эпидемия чумы, от которой умерли многие жители города (согласно летописи, в Глухове не осталось ни одного выжившего). Из-за высокой смертности город превратился в одно из многих поселений, утратив былое значение.
В 1350-е годы Глухов был захвачен Великим княжеством Литовским и в 1503 году по итогам войны им потерян в пользу Великого княжества Московского.
В Смутное время жители города участвовали в восстании Болотникова.
В 1618 году по условиям Деулинского перемирия Глухов отошёл к Речи Посполитой. В 1644 году город получил Магдебургское право.
В 1648—1654 годы жители города участвовали в восстании Хмельницкого, с 1654 года ― в составе Левобережной Украины город вошёл в состав России.

### 1654—1917
Глухов получил статус сотенного города Нежинского полка. В 1663—1665 годы существовал Глуховский полк во главе с полковниками Кириллом Гуляницким и Василием Черкащеницей.
В 1664 году город выдержал осаду войск короля Яна II Казимира; героическое сопротивление казацкого гарнизона сломало планы польского командования по возвращению Левобережья Днепра под свой контроль и стало причиной одного из самых крупных поражений Речи Посполитой в русско-польской войне 1654—1667.
В 1669 году в Глухове были подписаны «Глуховские статьи» между российским правительством и гетманом Д. Многогрешным о политическом и правовом положении Малороссии в составе Российского государства.
В ходе Северной войны в сентябре 1708 года шведская армия Карла XII вступила на территорию Левобережной Украины, гетман Иван Мазепа открыто перешёл на сторону шведов и 29 октября 1708 года со сторонниками присоединился к Карлу XII. Узнав об этом, царь Пётр I приказал немедленно разрушить крепость Батурин и избрать нового гетмана. 6 ноября 1708 года на собрании казацкой старшины в Глухове новым гетманом был избран И. И. Скоропадский, 12 ноября 1708 года состоялась заочная «казнь» Мазепы, после которой в Троицком соборе в присутствии царя митрополит Киевский, Галицкий и всея Малыя России Иоасаф (Кроковский) предал Мазепу анафеме.
С 1709 года по 1713 год в городе, для его защиты и обороны от поляков, перекопских и крымских татар, дислоцировался Полк подполковника Ивана Ивановича Хотунского. В период с 1708 года по 1722 год город был резиденцией гетманов Левобережной Украины, с 1722 года в Глухове располагалась главная резиденция Малороссийской коллегии. С 1727 года по 1734 год Глухов вновь стал резиденцией гетмана, восстановленной в царствование Петра II и Анны Иоанновны. С 1734 года по 1749 год гетманы не переизбирались на сейме, отчего город утратил своё политическое значение.
В 1738 году в Глухове была открыта музыкально-хоровая школа (школа придворных певчих), среди её учеников — композиторы М. С. Березовский и Д. С. Бортнянский.
Со второй половины XVIII века Глухов становится центром литейного производства (здесь отливают пушки и колокола), также в городе развиваются ремесла.
В феврале 1750 года по велению императрицы Елизаветы Петровны в городе избирается новый гетман Войска Запорожского Кирилл Разумовский, проправивший до 1764 года. В конце 1763 года Кириллом Разумовским было составлено прошение «О восстановлении старинных прав Малороссии», составленное Кириллом Разумовским под давлением казацкой старшины. Примерно в то же время глава гетманской Канцелярии Григорий Теплов послал Екатерине II записку «О непорядках, которые происходят от злоупотребления прав и обыкновений, грамотами подтвержденных Малороссии», в которой обвинял гетмана и его окружение в хищениях земли, путём обмана малороссийского крестьянства. В результате Екатерина II отстранила Разумовского от должности гетмана и переучредила Малороссийскую коллегию, «…чтоб век и имя гетманов исчезли, не токмо б персона какая была произведена в оное достоинство».
После ликвидации гетманских институтов власти в Малороссии в 1765 году была создана Малороссийская губерния с административным центром в Глухове, в результате административные институты были унифицированы на всей территории Российской империи.
В 1765 году в Глухов впервые пришёл картофель: летом 1765 из Петербурга прислали инструкцию о выращивании «земляных яблок», а осенью — 12 пудов семенного картофеля.
Осенью 1781 года Малороссийская губерния была упразднена, в 1782 году Глухов стал уездным городом Новгород-Северского наместничества, а с 1802 года — Черниговской губернии.

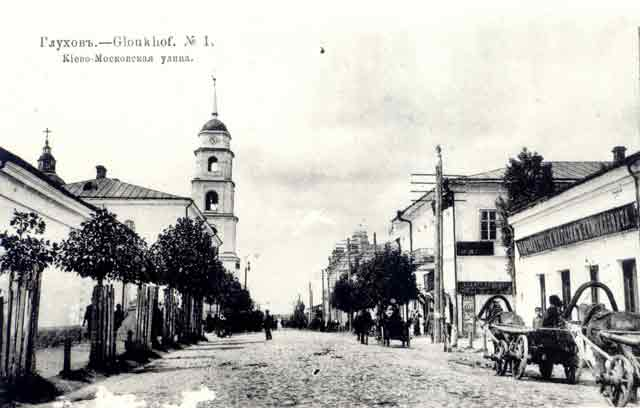
Глухов в XIX веке. Улица Киево-Московская

В июне 1783 года из казаков был сформирован Глуховский легкоконный полк, в 1796 году преобразованный в кирасирский. Глуховские кирасиры отличились в Отечественной войне 1812 года, особенно в битве за Шевардинский редут под Бородином, за что в 1813 году полк был награждён Георгиевскими штандартами с надписью «За отличие при поражении и изгнании неприятеля из пределов России 1812 г.»
В 1840-е годы Глухов, расположенный на торговом тракте между Киевом и Москвой, стал крупным центром хлебной торговли.
Во второй половине XIX века начались экономические преобразования, архитектурное и культурное возрождение города, в основном за счёт местных меценатов, прежде всего известного украинского сахарозаводчика Н. А. Терещенко — предпринимателя, основавшего вокруг Глухова несколько сахарных, лесопильных и спиртовых заводов. Глухов стал лучшим уездным городом Черниговщины.
В 1874 году в городе был основан учительский институт, позже появились мужская и женская гимназии, ремесленное училище и две больницы. В 1895 году в Глухов была проложена железная дорога, что улучшило экономическое положение города и его связь с другими районами Российской империи.
По данным переписи 1897 года в Глухове жили 14 828 человек, из них 8 621 (58,14 %) указали украинский (в переписи — «малорусский») язык родным, идиш («еврейский») — 3 837 (25,88 %), русский («великорусский») — 2 217 (14,95 %), другие языки — 153 (1,03 %).
28 июля 1917 года в Глухове началось издание местной газеты.

### 1918—1991
Во время гражданской войны, в январе 1918 года, тридцатитысячная группировка войск РККА под командованием В. Антонова-Овсеенко четырьмя колоннами из района Гомеля и Брянска выдвинулась в направлениях Чернигов—Бахмач, Глухов—Конотоп и Харьков—Полтава—Лозовая.
19 января 1918 года в Глухове была установлена Советская власть, но в апреле 1918 года город был оккупирован наступавшими германо-австрийскими войсками. В дальнейшем власть в городе несколько раз менялась, но в декабре 1918 года Советская власть была восстановлена. С 1923 года город стал окружным и районным центром Новгород-Северского округа.
Голод на Украине (1932—1933) затронул и Глухов. В 1932 году в городе был создан исторический архив, целью которого было упорядочение архивных материалов и распространение научно-исследовательской работы. А в декабре 1938 года состоялась передача архивов в НКВД.
В годы Великой Отечественной войны, с 7 сентября 1941 по 27 июля 1943 года, Глухов был оккупирован немецкими войсками. В условиях оккупации в городе действовали подпольный райком КП(б)У и подпольный райком комсомола, также был создан партизанский отряд П. Кульбаки, который входил в Сумское партизанское соединение под командованием С. А. Ковпака. 30 августа 1943 года в ходе Черниговско-Припятской операции советские войска освободили город. Наименование Глуховских получили 70-я гвардейская стрелковая дивизия, 226-я стрелковая дивизия, 23-я танковая бригада, 1-я гвардейская артиллерийская дивизия прорыва. По этому поводу 1 сентября в Глухове празднуется День города.

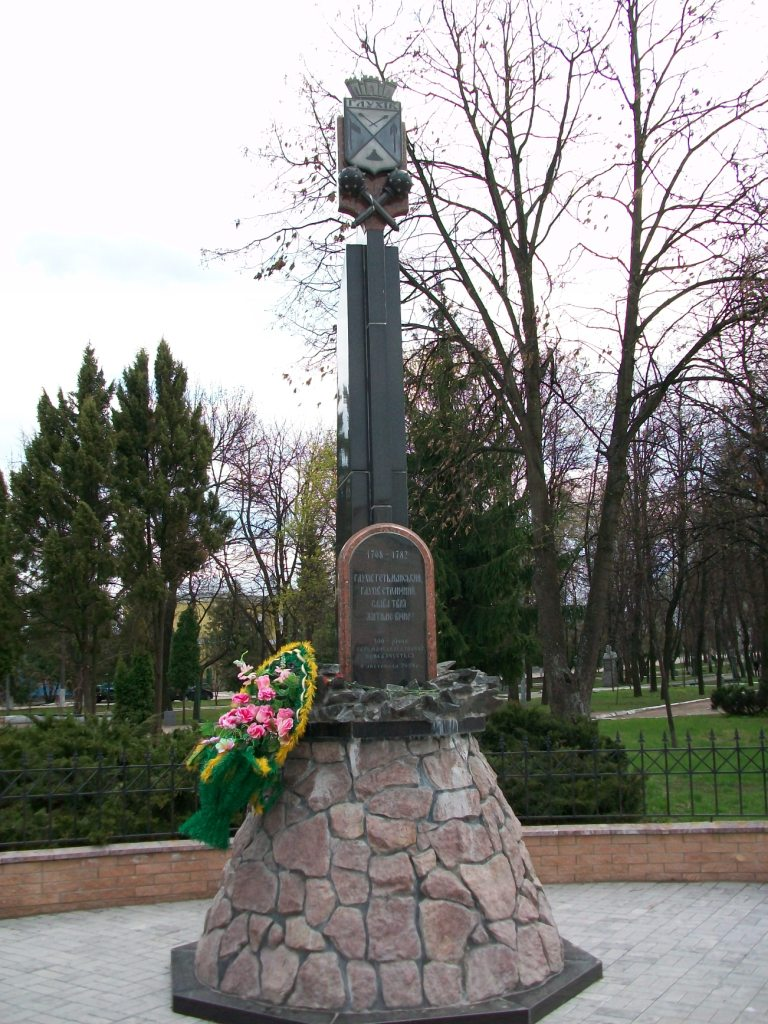
Памятный знак в честь 300-летия гетманской столицы

В 1943—1950 Глухов был заново отстроен.
К началу 1950-х годов город стал одним из центров коноплеводства. В 1952 году здесь действовали пеньковый завод, лесообозный завод, маслосыродельный завод, ВНИИ лубяных культур, учительский институт, техникум механизации сельского хозяйства, акушерская школа, школа десятников-строителей, три средних школы, три семилетних школы, Дом культуры и краеведческий музей.
В дальнейшем в городе развиваются пищевая, лёгкая, перерабатывающая, а также новые отрасли промышленности: электротехническая, машиностроительная и электронная.
В начале 1960-х годов в городе был дислоцирован 668-й ракетный полк 43-й ракетной дивизии из состава 43-й («Винницкой») ракетной армии. 1 января 1962 он заступил на боевое дежурство и стал первым ракетным полком в СССР с принятым на вооружение ракетным комплексом Р-14.
В 1983 году в городе был дислоцирован 15-й ракетный полк 43-й ракетной дивизии из состава 43-й («Винницкой») ракетной армии. Полк был вооружён ракетным комплексом «Пионер».
В начале 1970-х годов началось активное строительство нового микрорайона на территории бывшего садового хозяйства «Трофимовский сад».

### После 1991
После провозглашения независимости Украины количество действующих предприятий сократилось, город стал культурно-историческим центром: в 1992 году на государственном уровне Глухов отметил своё тысячелетие, в 1994 году в Глухове создан Государственный историко-культурный заповедник. В 2008 году город отпраздновал 300 лет со дня провозглашения его столицей Гетманщины.
6 сентября 2006 года по итогам всеукраинского конкурса среди населённых пунктов Украины за лучшее благоустройство и поддержание общественного порядка город был удостоен высшей награды «Золотой Феникс».
17 сентября 2010 года в рамках международного автопробега на ретро-автомобилях по маршруту Санкт-Петербург — Москва — Киев Глухов посетили президенты Украины и России В. Ф. Янукович и Д. А. Медведев. Целью визита глав государств было укрепление дружественных отношений братских народов.
В октябре 2016 года Глухов стал местом постоянной дислокации 16-го батальона 58-й отдельной мотопехотной бригады.
Во время российского вторжения в Украину в Глухове 25—26 февраля 2022 года происходили отдельные боестолкновения вооруженных сил РФ и Украины.
5 сентября 2024 года из города объявили эвакуацию.

## Население
В 1859 году в Глухове проживало 11 464 человек, насчитывалось 1 103 дома.

Динамика численности населения Глухова

К 1904 году евреи в Глухове составляли 33 %.
1928 год: украинцев — 70,4 %, русских — 12,3 %.

Национальный состав населения Глухова в 1989 году

Согласно переписи населения 1959 года в Глухове проживало 22 962 человек.
Население города в 1989 году составляло 35 869 человек. Национальный состав населения по состоянию на этот год:
- украинцы — 29 233 человека, или 81,5 %;
- русские — 6 098 человек, или 17 %;
- белорусы — 143 человека, или 0,4 %;
- евреи — 143 человека, или 0,4 %;
- другие национальности — 252 человека, или 0,7 %.

По данным Всеукраинской переписи 2001 года, численность населения города составила 35 768 человек. Украинцы составляли 90,79 % населения, русские — 8,37 %.
| XVII ст. | XVIII ст. | 1859   | 1897   | 1923   | 1926   | 1939   | 1959   | 1970   | 1979   | 1989   | 1992    |
| -------- | --------- | ------ | ------ | ------ | ------ | ------ | ------ | ------ | ------ | ------ | ------- |
| 4 тыс.   | 8 тыс.    | 11 464 | 14 828 | 13 666 | 16 029 | 21 048 | 22 962 | 27 096 | 32 386 | 35 869 | 36 600  |
|          | ▲         | ▲      | ▲      | ▼      | ▲      | ▲      | ▲      | ▲      | ▲      | ▲      | ▲       |
| 1998     | 2001      | 2003   | 2004   | 2005   | 2006   | 2007   | 2008   | 2009   | 2010   | 2011   | 2024    |
| 35 800   | 35 768    | 35 849 | 35 899 | 36 004 | 35 885 | 35 866 | 35 639 | 35 390 | 35 089 | 34 962 | 20 тыс. |
| ▼        | ▼         | ▲      | ▲      | ▲      | ▼      | ▼      | ▼      | ▼      | ▼      | ▼      | ▼       |

Согласно данным облуправления статистики, переломным моментом в демографическом развитии города стал период с 1959 по 1989 год. В 2012 году население Глухова составляло 34 826 человек, уменьшившись по сравнению с пиковым 1992 годом на 4,8 %.

### Языковой состав
Родной язык населения по данным переписи 1897 года:
| Язык                       | Численность, чел. | Доля     |
| -------------------------- | ----------------- | -------- |
| Украинский («малорусский») | 8 621             | 58,14 %  |
| Идиш («еврейский»)         | 3 837             | 25,88 %  |
| Русский («великорусский»)  | 2 217             | 14,95 %  |
| Другие                     | 153               | 1,03 %   |
| Итого                      | 14 828            | 100,00 % |

Родной язык населения по данным переписи 2001 года:
| Язык       | Численность, чел. | Доля     |
| ---------- | ----------------- | -------- |
| Украинский | 29 080            | 83,20 %  |
| Русский    | 5 765             | 16,49 %  |
| Другое     | 109               | 0,31 %   |
| Итого      | 34 954            | 100,00 % |

Украинский язык является основным и единственным официальным языком города.
По данным Государственной службы статистики Украины в 2023/24 учебном году все 91 513 учащихся в учреждениях общего среднего образования в Сумской области обучались в украиноязычных классах.

## Геральдика

### Флаг
Современный флаг Глухова был утверждён 15 марта 1999 года на 7-й сессии Глуховского городского совета 23-го созыва. Городской флаг представляет собой прямоугольное полотнище с двумя горизонтальными полосами: верхней — голубого (1/3) и нижней — малинового (2/3) цветов. Соотношение ширины флага к его длине — 2:3. В центре флага, ближе к древку, расположен герб города Глухова. Авторы проекта: В. Белашов и А. Ковалёв.

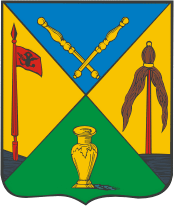
Герб Глухова 1782 года

### Герб
Герб города является официальной эмблемой, которая олицетворяет основные, наиболее характерные черты города, его историческое прошлое и настоящее.
Изображение первого герба Глухова было обнаружено на глуховской ратушной печати 1740 года. Современный герб города был утверждён решением 7-й сессии городского совета от 15 марта 1999 года. За его основу был взят герб города, введённый 4 июля 1782 года наряду с другими гербами Новгород-Северского наместничества. Герб имеет вид щита, скошенного слева и справа, в верхнем синем поле которого расположены две перекрещённые золотые булавы, в правом серебряном поле — красный флаг, в левом золотом поле — бунчук с красной рукояткой, а в нижнем зелёном — золотая круглая печать. Авторы проекта: В. Белашов и А. Ковалёв.

## Органы власти

### Городской совет

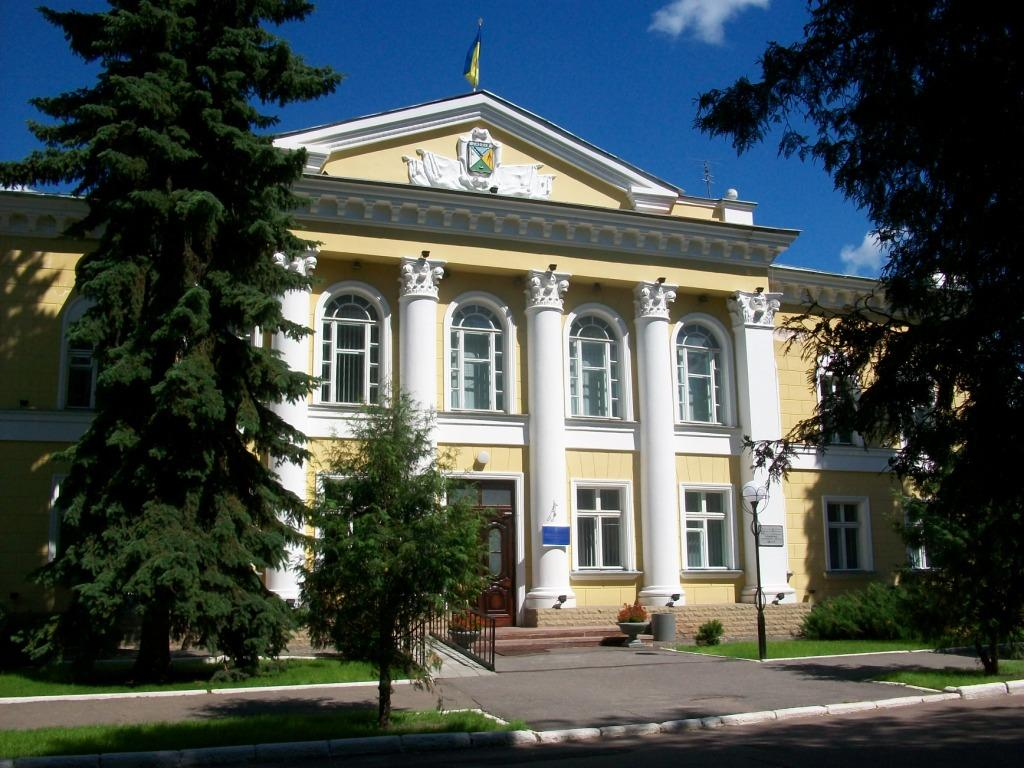
Здание Глуховского горсовета

Местные органы власти города представлены Глуховским городским советом, который входит в состав Сумской области Украины. Также в состав городского совета включено село Слепород, расположенное на юго-западе от города.
Глуховский городской совет представлен 36 депутатами. 6-й созыв совета по результатам выборов сформировали 29 депутатов от Партии Регионов, 4 — от ВО «Батькивщина», 2 — от Компартии Украины и 1 — от Партии «Фронт Перемен».

### Исполнительный комитет
Исполнительный комитет Глуховского городского совета — местный орган управления, который состоит из:
- городского головы,
- секретаря городского совета,
- трёх заместителей городского головы,
- управляющего делами горисполкома,
- советника городского головы,
- директора ООО «Вэлэтэнь»,
- начальника Глуховского ГГНИ,
- главного врача третьей областной больницы и
- начальника СБУ[59].

### Городской голова
Выборы городского головы на Украине проводятся путём голосования за кандидатов, выдвинутых и зарегистрированных в порядке предусмотренном Законом, в соответствии с мажоритарной избирательной системой относительного большинства по единому одномандатному избирательному округу, границы которого совпадают с границами города. Так, на последних выборах Глуховским городским головой стал Мишель Терещенко.
Главное должностное лицо территориального общества Глухова — городской голова — возглавляет: координационный совет по вопросам предотвращения, противодействия коррупции и устранения её последствий на территории города; комиссию по вопросам погашения задолженности по заработной плате (денежного обеспечения), пенсий, стипендий и других социальных выплат. При отсутствии городского головы его функции и полномочия, указанные в части 3 статьи 42 Закона Украины «О местном самоуправлении на Украине», исполняет секретарь городского совета, а в случае отсутствия последнего — один из заместителей городского головы.
В его обязанности входят координация и контроль работы следующих исполнительных органов городского совета: финансового управления городского совета; сектора оборонно-мобилизационной и режимно-секретной работы отдела по вопросам чрезвычайных ситуаций городского совета; государственного регистратора.

## Экономика

### Промышленность

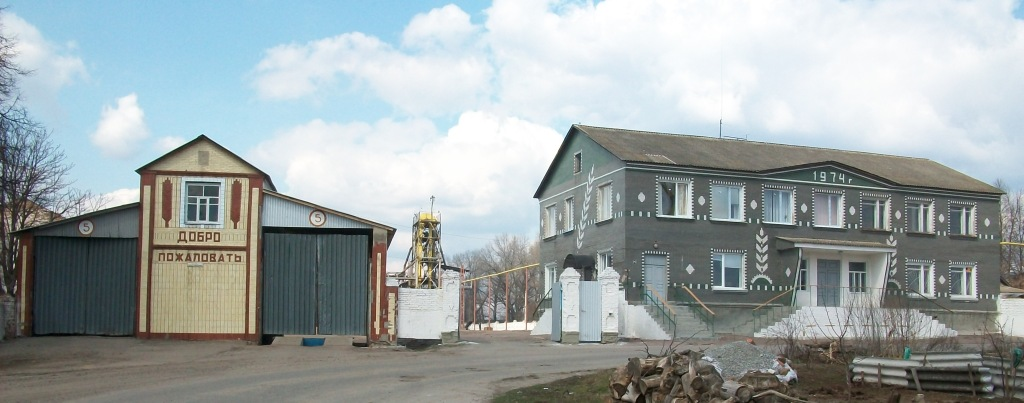
Зерно-заготовительный завод в Глухове

К 1991 году в городе были развиты машиностроение, лёгкая, пищевая, лесная и деревообрабатывающая отрасли промышленности. Крупнейшими предприятиями города были завод агрегатных узлов (1961), завод средств вычислительной техники (1974), «Электропанель» (1960), «Глуховский хлебокомбинат» (1964), «Глуховский маслосырзавод» (1973), «Глуховский мясокомбинат» (1974), завод «Сател» (1969) при научно-исследовательском институте «Сатурн», пищекомбинат (1958, с 1977 — завод продовольственных товаров), коноплеперерабатывающий (1931) и комбикормовый заводы (1973) и другие предприятия.
В 2010 году в городе действовали: научно-производственная фирма «Модуль», зерно-заготовительный и асфальтовый заводы, мебельная фабрика «Мобус», предприятия «Глуховтехволокно», «Глуховский хлебокомбинат», «Глуховский маслосырзавод» и другие.

### Торговля и сфера услуг

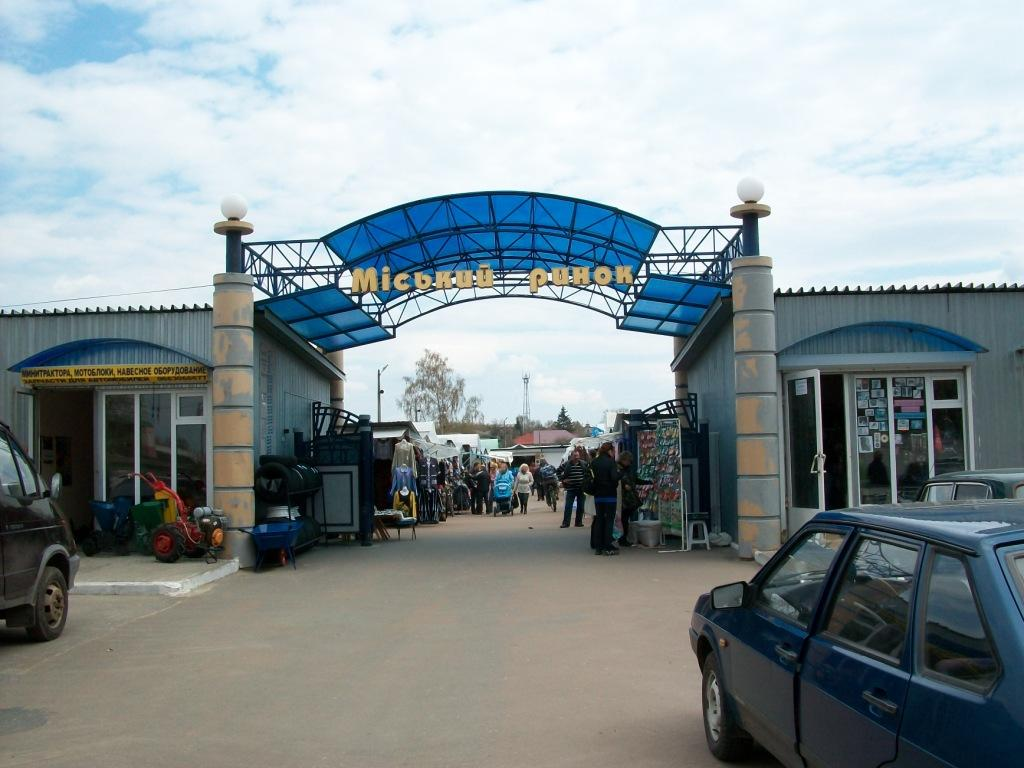
Городской рынок

Глухов имеет давние традиции торгового центра Левобережной Украины. К концу XVIII века в Глухове дважды в неделю проходили базары и трижды в год — крупные ярмарки. В XIX веке здесь происходили уже четыре раза в год ярмарки, где продавались крупные партии зерна, скота, кожи, шерсти, дёгтя, льна, тканей, ремесленных изделий и прочего. Выручка на такой ярмарке составила 300 тысяч рублей. Ярмарки в Глухове до 1930-х годов проводились на «Ярмарковище», а потом их месторасположением стала территория завода «Сатурн» и часть улицы Эсманский шлях (от улицы Вокзальная до Эсманского железнодорожного переезда). На ярмарку приезжали люди из нескольких районов. Мастера из села Шатрище привозили гончарную посуду в большом ассортименте и жаростойкий кирпич «шатринку» для подов и перекатов русских печей. Здесь можно было купить домотканые полотно и сукно, чекмени, свитки, кожухи, самокатанные валенки, яловые сапоги, скот, зерно, муку, крупы и др. На ярмарке обязательно были карусели, но больше всего детей интересовали маковники.
Гостиничные услуги предоставляет ряд отелей.

### Почта, связь, банковская сфера

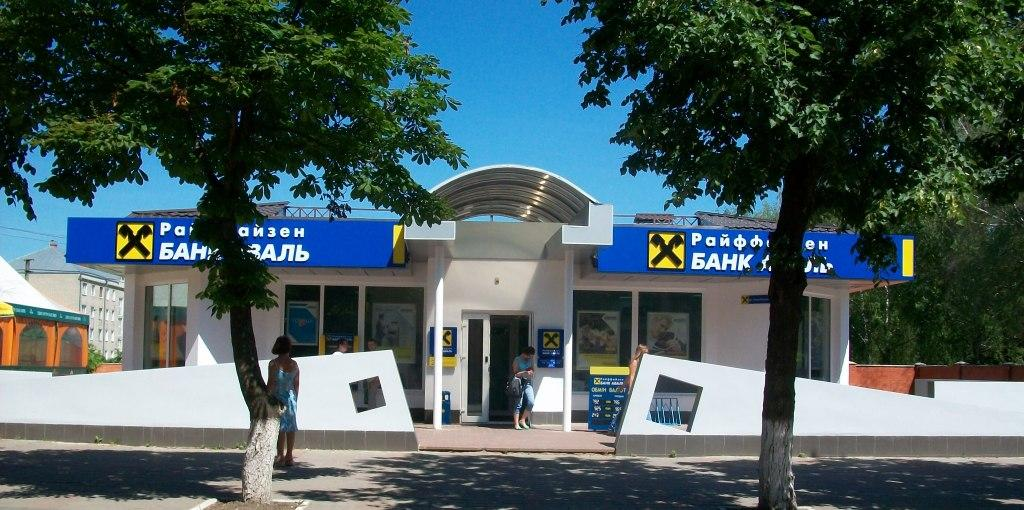
Райффайзен банк Аваль

Сейчас главным и единственным оператором предоставления населению почтовых услуг в городе есть филиал национального оператора предприятия «Укрпочта». Экспресс доставку грузов представляют в городе компании: «Автолюкс», «Ночной Экспресс», «Нова Пошта», «Ин-Тайм» и другие.
В Глухове 5-значные телефонные номера. Основной и единственный оператор фиксированной связи — ОАО «Укртелеком». Услуги сотовой связи GSM стандарта здесь предоставляют три оператора: Киевстар, МТС Украина и life:), CDMA — Интертелеком.
Банковская система представлена 6 филиалами и отделениями: АО «Райффайзен Банк Аваль», отделение ОАО «Держощадбанк Украины»,  АO «УкрСиббанк», АО «Индекс-Банк» (Crédit Agricole), АО «Надра Банк», отделения ПАО КБ «Приватбанк».

## Транспорт

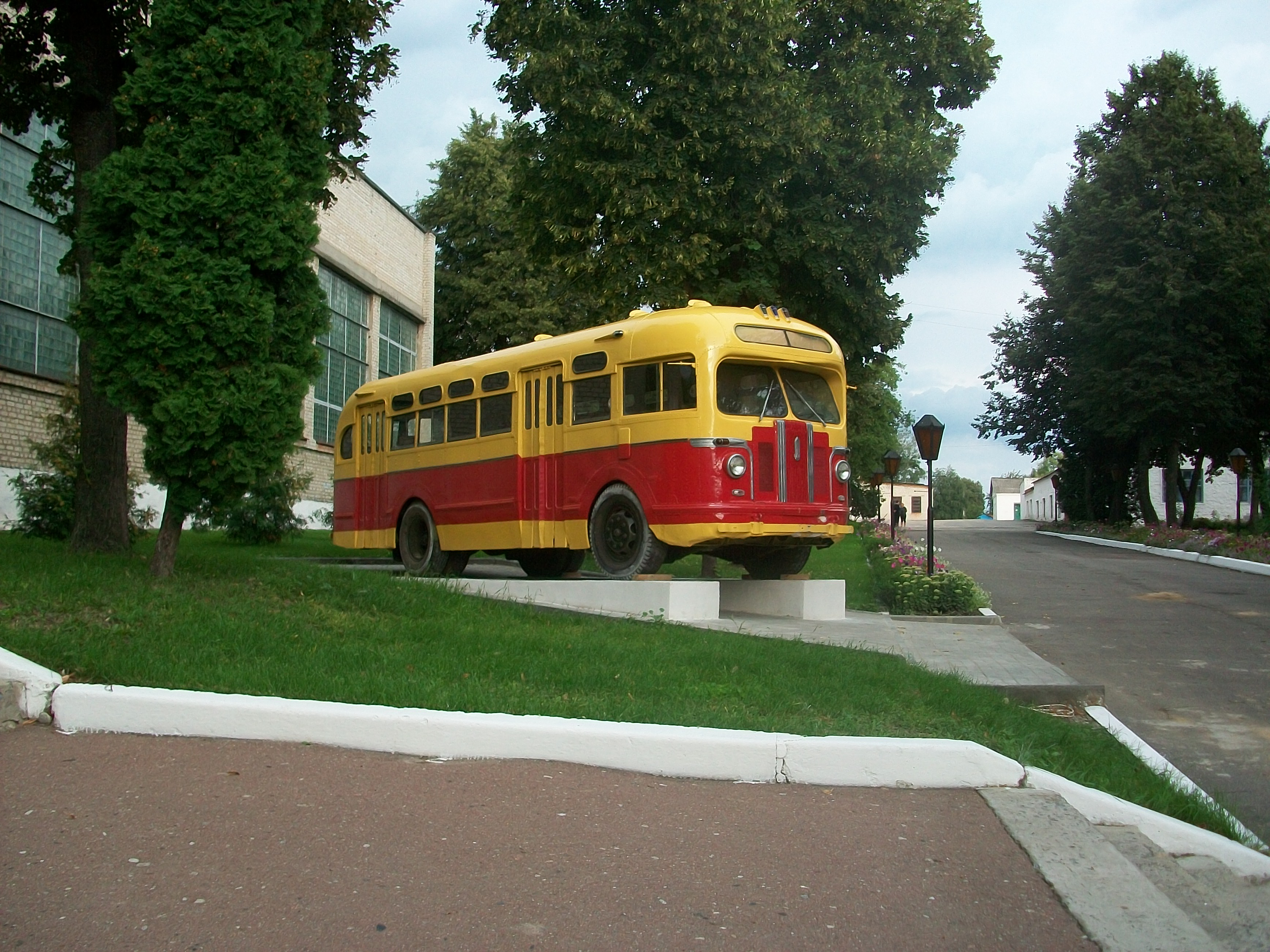
Автобус ЗИС-155 на территории Глуховского института СНАУ

Железнодорожный транспорт. Через город проходит одноколейная неэлектрифицированная линия Маковое — Баничи, на которой расположена железнодорожная станция «Глухов», подчинённая Конотопской дирекции Юго-западной железной дороги. Также от станции Глухов имеется ветка, ведущая к карьеру в с. Заруцкое.
Автомобильный транспорт. Через Глухов проходит ряд автомобильных дорог, основными из которых являются магистрали: Глухов — Курск E 38; Глухов — Сумы Р-44, которая дальше продолжается до Харькова; в 2,5 км от города прохотит автомагистраль Киев — Москва М-02E 101. Также в городе работает автовокзал «Глухов», с которого отправляются местные и через который проходят транзитные автобусные маршруты в следующих направлениях: Сумы, Харьков, Полтава, Киев, Короп, Курск, Орёл, Шостка, Конотоп, Москва и др.
| С-З | Новгород-Северский ~ 66 км Шостка ~ 35 км | Середина-Буда ~ 65 км Дружба ~ 51 км | Москва ~ 596 км Орёл ~ 222 км       | С-В |
| З   | Кролевец ~ 42 км Киев ~ 318 км            | Роза ветров                          | Рыльск ~ 63 км Курск ~ 181 км       | В   |
| Ю-З | Конотоп ~ 98 км Ромны ~ 147 км            | Сумы ~ 146 км Полтава ~ 319 км       | Богодухов ~ 274 км Харьков ~ 338 км | Ю-В |

В 2008 году в Глухове впервые было введено движение маршрутных такси, которые осуществляют перевозки по городу по 6 маршрутам. Есть также пять служб радиотакси.
Авиационный транспорт. На окраине Глухова расположен аэродром, на котором в 2010 году частично возобновились работы.

## Здравоохранение
Братья Николай и Фёдор Терещенко в память о матери в 1879 году основали в Глухове бесплатную больницу Святой Ефросинии и выделяли на её содержание ежегодно 2 % от прибыли своего общества. По отчёту за 1893 год эта сумма составляла 27 тысяч рублей. В дальнейшем, здание больницы стало городской поликлиникой.

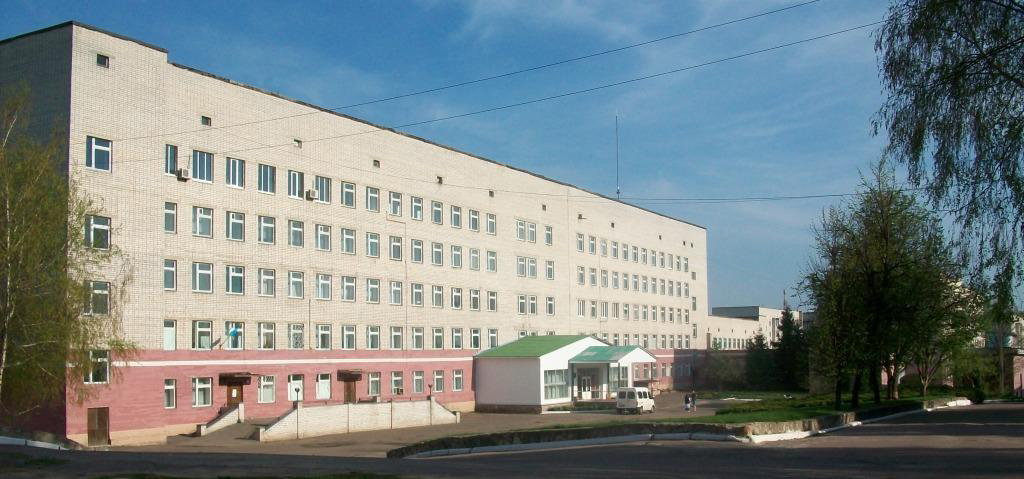
Глуховская ЦРБ

В 1925 году в Глухове действовали больница, 2 медамбулатории и 2 аптеки. Медицинскую помощь населению оказывали 13 врачей и 24 человека со средним специальным образованием.
Сейчас медицинское обслуживание жителей города обеспечивает Глуховская центральная районная больница, в которой работают 150 врачей и 587 работников среднего медицинского персонала.
Также в Глухове находится 3-я областная специализированная психиатрическая больница, состоящая из 4 отделений.

## Образование

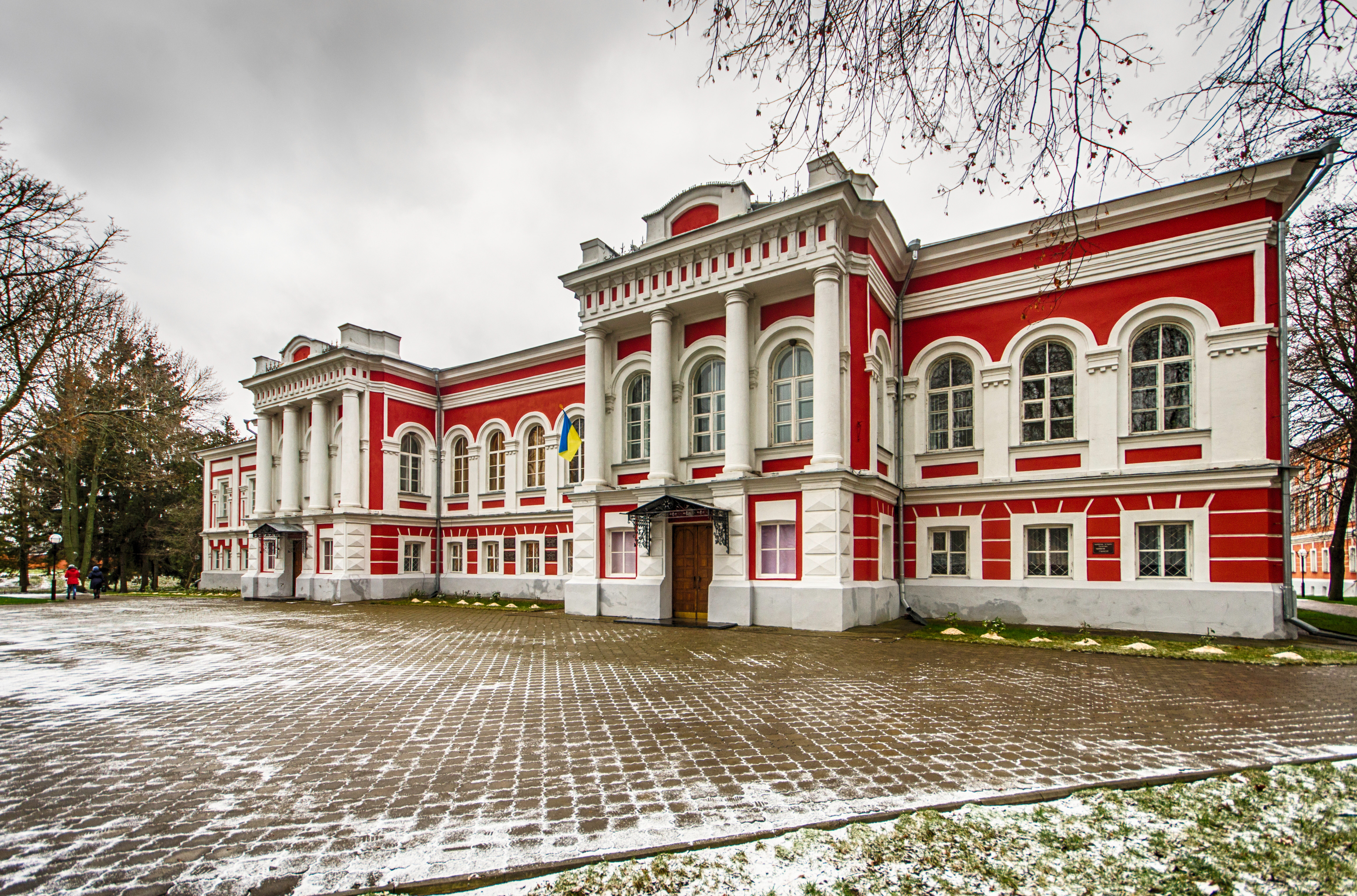
Глуховский национальный педагогический университет имени Александра Довженко

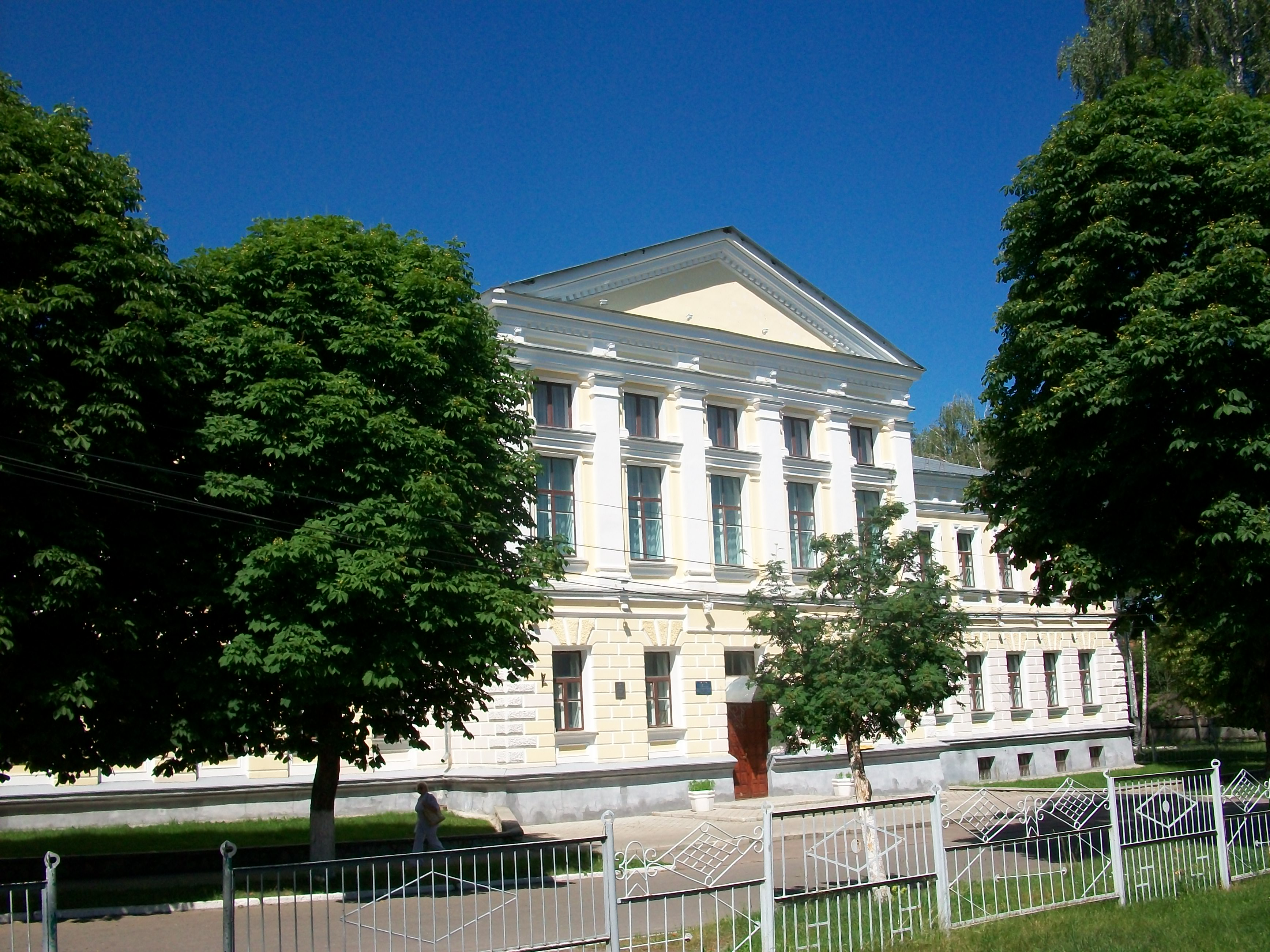
Глуховская СОШ I—III ст. № 1 (бывшее здание женской гимназии)

Дошкольное образование города представлено шестью детскими садами: «Журавка», «Звёздочка», «Ромашка», «Светлячок», «Фиалка», «Чебурашка».
Ученики города и района имеют возможность учиться в семи городских общеобразовательных школах, включая Глуховскую школу-интернат имени Н. И. Жужомы.
Внешкольные учреждения образования города:
- детская музыкальная школа;
- школа юных техников;
- школа искусств;
- автошкола для водителей ОСОУ.

### Учреждения специального и высшего образования
В городе действуют один из старейших на Украине педагогических вузов — Глуховский национальный педагогический университет имени Александра Довженко и педагогический колледж при университете, Глуховский агротехнический институт Сумского национального аграрного университета, медицинское училище, профессионально-техническое училище.

## Наука
Опытная станция лубяных культур Института сельского хозяйства Северо-Востока Национальной академии аграрных наук Украины — действует с 1931 года, в 1944 году с Институтом новых лубяных культур вошла во Всесоюзный научно-исследовательский институт лубяных культур. В 1991 году ВНИИЛК был переименован в Институт лубяных культур Украинской академии аграрных наук (с 1992 года — Национальной академии аграрных наук).
Затем учреждение потеряло статус института, но в 2016 году статус был восстановлен и возобновлено название Институт лубяных культур НААН.

## Культура

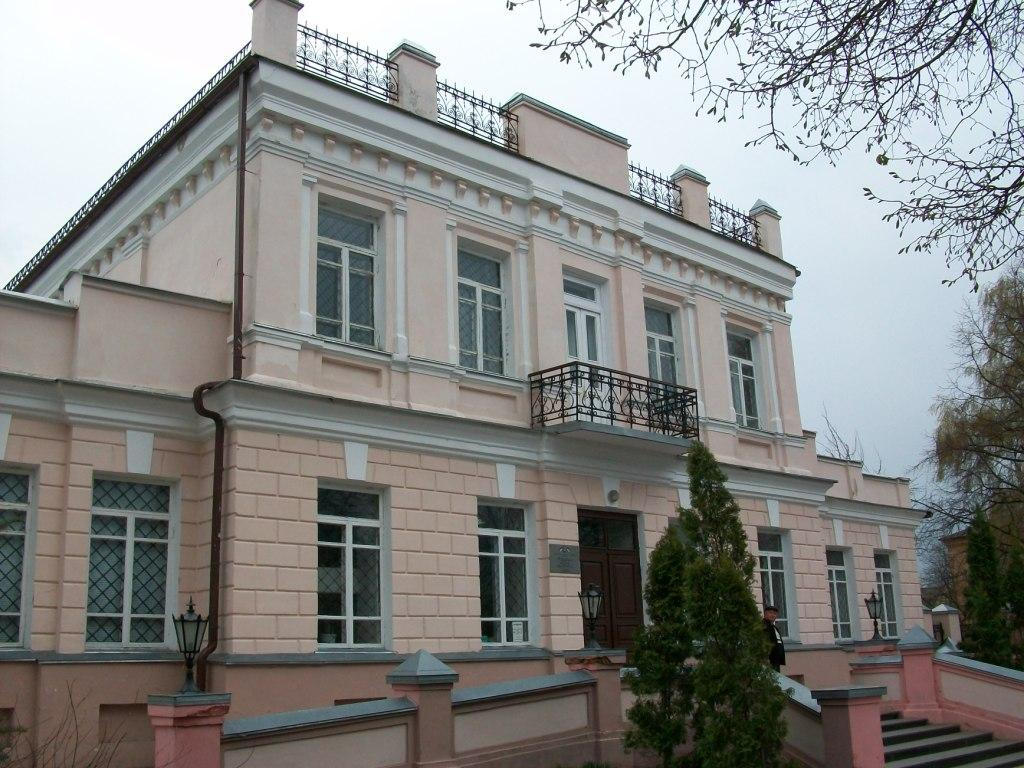
Краеведческий музей (бывшее Дворянское собрание — памятник архитектуры и градостроительства, 1811 год — конец XIX века)

Впервые в Глухове начали ставить любительские спектакли при дворах вельмож на праздники, в частности на Масленицу, в 1730-е во дворце Миклашевских.
В городе находится ряд музеев, среди них:
- Городской краеведческий музей[97];
- Народный музей дважды Героя Советского Союза С. А. Ковпака;
- Народный историко-педагогический музей Глуховского национального педагогического университета;
- Музей Николая Ивановича Жужомы при Глуховской специализированной школе-интернате;
- Музей истории евреев Глуховщины;
- Выставка археологических находок при Глуховском государственном историко-культурном заповеднике[98].

### Музыкальная культура
В 1738 году по именному указу императрицы Анны Иоанновны в городе была открыта Глуховская хоровая школа, которая готовила певчих для императорского двора. Эта школа заложила прочный фундамент для развития украинской национальной культуры, а также для дальнейшего развития профессиональной культуры России. Самыми известными её воспитанниками стали Дмитрий Бортнянский, Максим Березовский и Артемий Ведель, которые преподнесли украинскую музыку на высоком уровне.
В 1990 году в Глухове был создан народный камерный хор духовной музыки городского дворца культуры, который существует и по сей день. На данный момент хор записал два диска. Является лауреатом областных и всеукраинских фестивалей и конкурсов. Руководителем хора является Кобзарь Е. Н.

## Религиозные учреждения

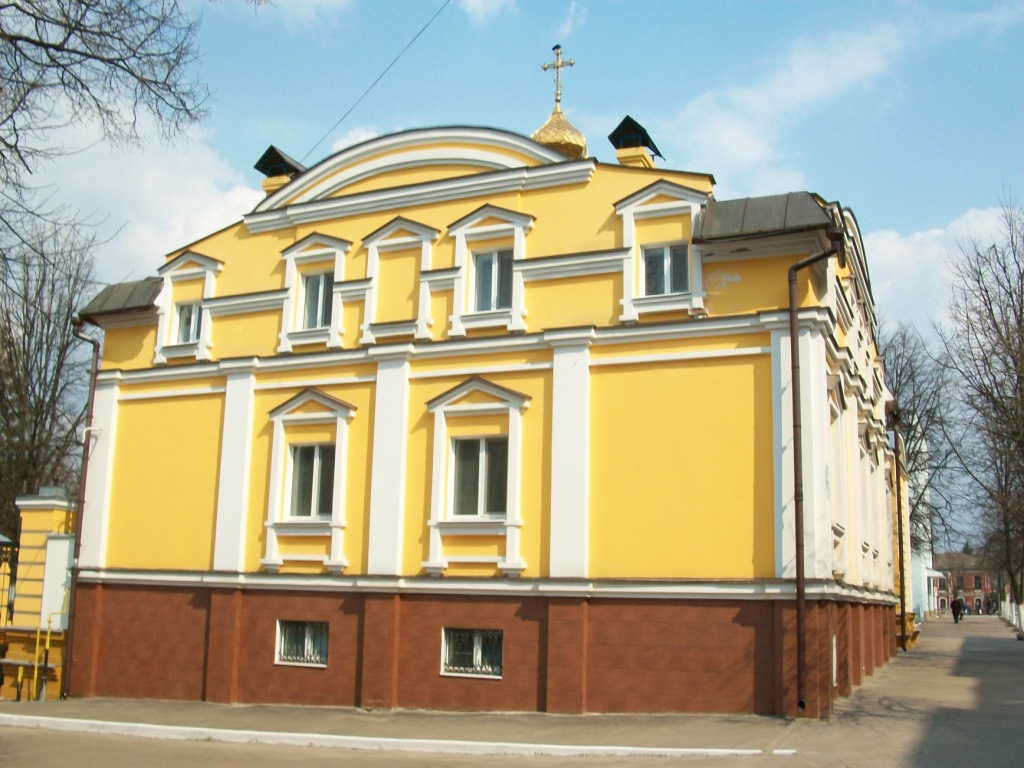
Духовно-просветительский центр Глинской пустыни

В Глухове зарегистрировано 14 религиозных общин. Наибольшее количество приходов, принадлежащих к Конотопско-Глуховской епархии, имеет Украинская православная церковь Московского патриархата (6 приходов). Приход Рождества Богородицы Украинской православной церкви Киевского патриархата, который зарегистрирован в 2001 году, в данное время бездействует.
В городе существуют общины: Евангельских Христиан-баптистов, Адвентистов Седьмого Дня, Евангельских христиан церкви Полного Евангелия «Ковчег», Иудейская, поместная церковь христиан веры евангельской-пятидесятников «Вера. Надежда. Любовь», независимой поместной церкви веры Евангельской «Благодать и Любовь Христова», Свидетелей Еговы.
Недалеко от Глухова (14 км от центра) находится Свято-Рождества Богородицы Глинская пустынь — мужской монастырь (ставропигиальный). Монастырь восстанавливается, в нём реставрируют старинные храмы.

## Спорт

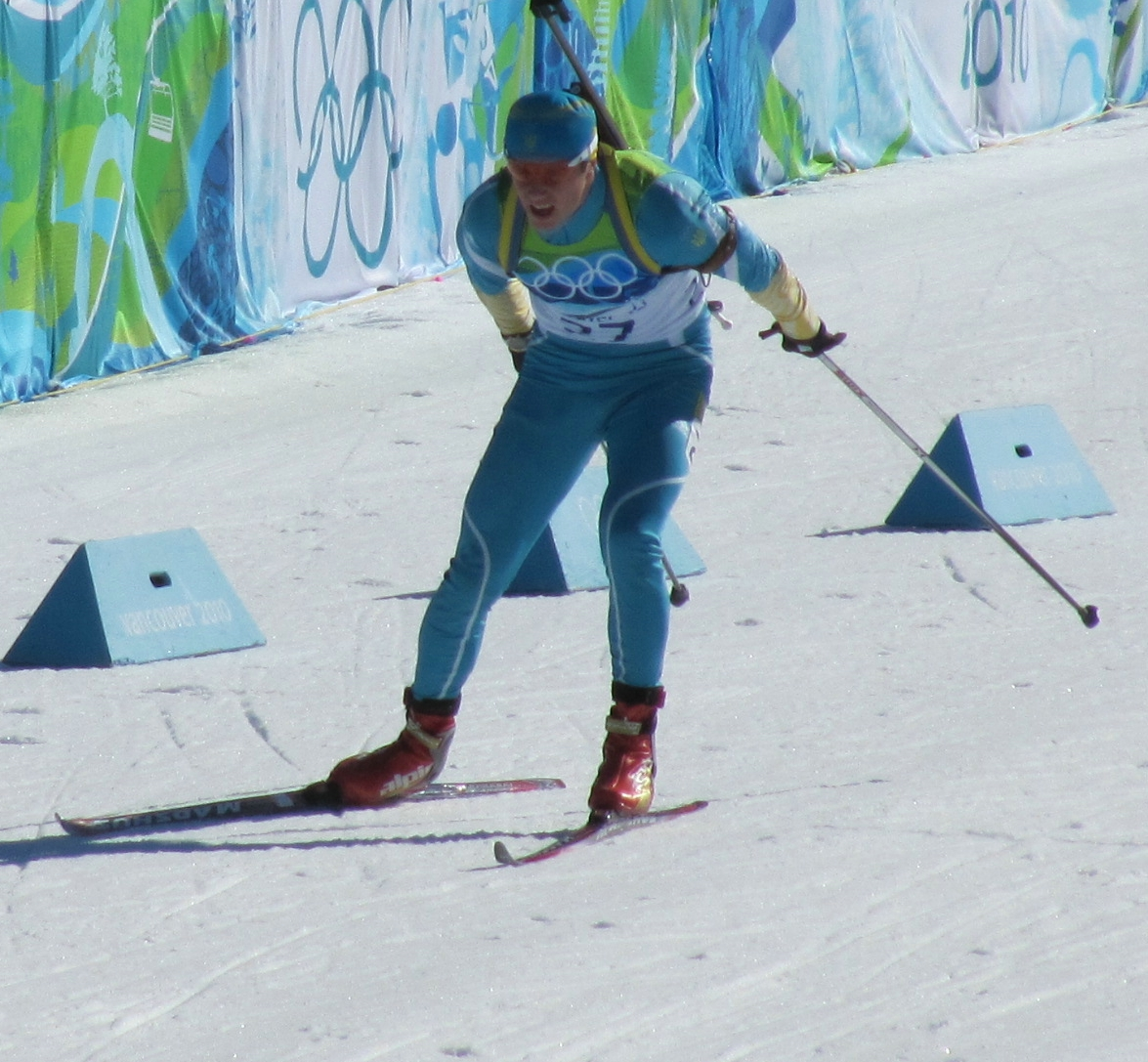
С. А. Седнев — глуховский биатлонист

Глухов имеет ресурсы для развития как профессионального, так и любительского спорта, на профессиональном уровне город славится своими биатлонистами, боксёрами и тяжеловесами. Здесь родился неоднократный победитель первенств и Чемпионатов Украины по биатлону Сергей Седнев и чемпион мира по жиму штанги лёжа Н. В. Колтаков.
Выходцы из города активно участвуют в многочисленных Всеукраинских универсиадах и соревнованиях по волейболу, футболу, боксу и другим видам спорта. В Глуховском колледже СНАУ ежегодно проводится международный турнир по волейболу памяти чемпиона Европы и мира Константина Ревы, на который приезжают команды из разных уголков Украины и России.
В городе есть стадион «Дружба», на котором играет футбольный клуб «Спартак Глухов» и ФК «Велетень», здесь проходят спортивные мероприятия, в том числе и среди инвалидов. Есть также несколько мини-стадионов с искусственным покрытием, целью строительства которых является пропаганда развития спорта и здорового образа жизни.
В Глухове ежегодно проходят соревнования по судомодельному спорту.

## Архитектура и достопримечательности
В XVIII веке Глухов был своеобразной градостроительной лабораторией, где разрабатывались и воплощались различные проектные решения. Происходили планировка крепости и обнос центра города земляными валами бастионного типа с четырьмя воротами. Для тогдашнего гетмана Скоропадского был построен деревянный двухэтажный дворец. Рядом была Анастасиевская церковь. В пределах бастионов также находились: девичий монастырь, Михайловская церковь с колокольней, Николаевская церковь (единственная сохранившаяся) — все каменные; Святодуховская церковь (в районе Радионивки), Церковь Рождества (на Веригино), Спасо-Преображенская церковь, собор Святой Троицы — все деревянные. Все эти сооружения были зафиксированы на чертеже от 1724 года иностранного инженера по фамилии Валлен (Wallin), находившегося на русской службе.
Однако пожар 1748 года значительно повредил город.
Восстановление Глухова началось, когда гетман Кирилл Разумовский с разрешения императрицы Елизаветы пригласил в город архитектора Андрея Квасова. Под руководством Квасова, который стал генеральным архитектором Глухова, город был восстановлен с учётом новых требований аристократически настроенного гетмана. Были построены: дворец для К. Разумовского, придворцовая церковь, театральный зал для опер, библиотека, два пансионата для «благородного малороссийского шляхетства» и многое другое. А после отмены гетманства при Екатерине II военный генерал-губернатор П. А. Румянцев-Задунайский добился у императрицы разрешения на строительство в Глухове трёхэтажного здания Малороссийской коллегии.
Новый пожар в августе 1784 года снова опустошил Глухов.
К середине XIX века значительной застройки в городе не происходило, а все новые здания были второстепенными. Однако новый толчок к созданию шедевров дал Глухову меценат Николай Артемьевич Терещенко. На его средства в городе были построены Трёх-Анастасиевская церковь, мужское училище, женская гимназия, учительский институт и многое другое.

### Памятники архитектуры и другие

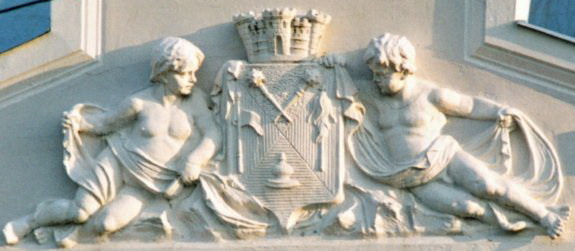
Изображение герба города на одном из домов

Глуховская крепость

К историко-архитектурным памяткам Глухова относятся больше 50 объектов, среди них:
- Николаевская церковь — главное сооружение Соборной площади, в котором наставляли на гетманство Д. Апостола и К. Разумовского, а раньше произнесли анафему Мазепе. Является памятником истории и архитектуры национального значения. Создана мастером М. Ефимовым в 1693—1695 годах[110].
- Анастасиевский кафедральный собор (собор Трёх Святых Анастасий) — сооружён русским архитектором А. Л. Гуном в 1884—1897 годах благодаря местным меценатам братьям М. Л. и Ф. А. Терещенко и сейчас является крупнейшим храмом Глухова[111].
- Спасо-Преображенская церковь — тетраконховый каменный храм, построен в 1765 году вместо деревянного, который сгорел во время пожара 1748 года. В 1979 году она объявлена памятником архитектуры[112].
- Вознесенская церковь — храм построен в 1767 году на городском старинном Вознесенском кладбище, которое известно ещё с XVIII века, артелью народных мастеров под общим надзором архитектора А. В. Квасова на северо-восточной окраине Глухова[113].
- Городской краеведческий музей — расположен в здании бывшего Дворянского собрания, которое было сооружено в 1811 году. Является памятником архитектуры XIX века[114].
- Триумфальная арка — единственное сохранившееся до наших дней сооружение Глуховской крепости.
- Архитектурный ансамбль на Киево-Московской улице («стометровка») — на месте его находилось здание второй Малороссийской коллегии, построенное в 1768—1782 годах.
- Водонапорная башня — сооружена в 1927—1929 годах, памятник местного значения.

В современном Глухове установлено около трёх десятков памятников, памятных знаков, скульптур и монументов, в частности: композиторам Д. Бортнянскому и М. Березовскому (скульптор — Инна Коломиец), погибшим солдатам в годы ВОВ и партизанам Глуховщины, детям войны, памятники Александру Пушкину, Владимиру Ленину и Карлу Марксу, памятники исторической технике и памятные знаки в честь 1000-летия Глухова, а также многие другие.

## Известные уроженцы и жители
В Глухове родились:
- Бенцион Исраэли[ивр.] — пионер в области сельского хозяйства в Эрец-Исраэль;
- Безбородко, Александр Андреевич (1747[что?]) — казацкий полковник, член Российской Академии, почётный член Академии Художеств, сенатор, светлейший князь Российской империи, канцлер;
- Березовский, Максим Созонтович (1745[что?]) — композитор;
- Бортнянский, Дмитрий Степанович (1751[что?]) — российский композитор, дирижёр, общественный деятель;
- Каплунов, Аркадий Львович — Герой Советского Союза;
- Карпека, Александр Данилович — авиаконструктор, один из основателей русской авиации;[115]
- Курлук, Дмитрий Николаевич — Герой Советского Союза;
- Кульжинский, Иван Григорьевич — русский писатель и этнограф, который учил Николая Гоголя и Евгения Гребёнку в Нежинской гимназии;
- Лазаренко, Фёдор Михайлович — советский гистолог и эмбриолог, член-корреспондент АМН СССР;
- Ломыкин, Константин Матвеевич — народный художник Украинской ССР, живописец;
- Лосенко, Антон Павлович — русский живописец, педагог, директор Петербургской академии художеств;
- Онацкий, Евгений Дометьевич — украинский националист, журналист и учёный, общественный деятель, член Украинского Центрального Совета, участник украинской революции 1917—1921 годов[116];
- художник Алёша (Потупин, Алексей Алексеевич) — современный украинско-русско-немецкий художник;
- Разумов, Михаил Осипович — советский политический деятель;
- Разумовский, Андрей Кириллович — князь, посол России в Австрии;
- Рева, Константин Кузьмич — заслуженный мастер спорта по волейболу, двукратный Чемпион мира и Европы, девятикратный чемпион СССР.
- Роговцева, Ада Николаевна — советская и украинская актриса театра и кино, народная артистка СССР;
- Соболевский, Григорий Фёдорович — профессор ботаники Петербургского Медикохирургичного училища, почётный член Медицинской коллеги;
- Тищенко, Константин Николаевич — учёный-языковед;
- Ханенко, Варвара Николаевна — украинская коллекционер и меценат;
- Шапорин, Юрий Александрович — советский композитор и музыкальный педагог, народный артист СССР;
- Шкловский, Иосиф Самуилович — советский учёный-астрофизик, профессор Московского университета.

С городом тесно связаны:
- Даниил Нащинский — архимандрит просветитель и писатель-переводчик[55];
- Пётр Дорошенко — исследователь украинской старины, глава управления по делам искусства и национальной культуры в правительстве П. Скоропадского[117];
- Гришко, Николай Николаевич — основатель и идеолог создания Киевского ботанического сада, учёный в области генетики и селекции растений, Академик Академии наук УССР.

В учебных заведениях Глухова в разное время учились:
- Предположительно, в музыкально-певческой школе учился украинский философ и поэт Григорий Сковорода[118];
- Довженко, Александр Петрович — советский кинорежиссёр, украинский писатель, кинодраматург, народный артист РСФСР;
- Маркович, Яков Михайлович — украинский историк, этнограф и фольклорист;
- Нарбут, Георгий Иванович — русский и украинский художник-график и иллюстратор;
- Нарбут, Владимир Иванович — русский поэт и литературный деятель конца XIX — начала XX веков;
- Василенко, Николай Прокофьевич — украинский историк, государственный и политический деятель, академик Украинской академии наук;
- Сергеев-Ценский, Сергей Николаевич — русский советский писатель, академик АН СССР.

В Глухове сохранилось старинное еврейское кладбище.

## Средства массовой информации
В Глухове развивается Интернет, действуют печатные и электронные СМИ.

### Печатные СМИ
Областные и региональные общественно-политические периодические издания города: «Неделя», «Народна Трибуна», «Глухівщина», «Данкор-Глухов».
В Глуховском национальном педагогическом университете есть своя типография, где печатают издания в области педагогических наук.

### Электронные СМИ
Глухов находится в расчётной зоне территории вещания семи всеукраинских радиостанций, двух местных и одной российской (УКВ1 и УКВ2):
| №  | Название                                                              | Частота    |
| -- | --------------------------------------------------------------------- | ---------- |
| 1  | Второй канал — радио «Проминь»                                        | 67.49 МГц  |
| 2  | Хит FM                                                                | 91.20 МГц  |
| 3  | Радио НВ                                                              | 101.90 МГц |
| 4  | Радио ТКС (в эфире радиостанция UA: Радио «Проминь» (21 час в сутки)) | 102.5 МГц  |
| 5  | Радио Глухов                                                          | 104.40 МГц |
| 6  | Радио 5 — Ретро FM                                                    | 105.30 МГц |
| 7  | Черниговская волна                                                    | 106.10 МГц |
| 8  | Радио Курс                                                            | 106.50 МГц |
| 9  | Перец ФМ                                                              | 107.30 МГц |
| 10 | Первый канал Национальной радиокомпании Украины                       | 107.80 МГц |

С понедельника по пятницу на волнах Радио «Эра» (101.90 МГц) в 7:33, 13:33 и 18:33 осуществляется вещание новостей Глухова.
В городе есть две частные телерадиокомпании ТРК «Глухов» и «ТВ-ком», которые предоставляют услуги как интернет-провайдера, так и кабельного оператора.

## Города-побратимы
- Рыльск, Россия, с 2007 года[128];
- Свиштов, Болгария, с 2010 года[129];
- Криводол, Болгария, с 2010 года[129].

## Факты

### Сокровища Павла Полуботка в Глухове
По легенде, наказной гетман Павел Полуботок незадолго до своей смерти переправил значительную часть своих средств золотом в Англию. Другую же часть сокровищ гетман спрятал в надёжном месте, и именно Глухов исследователи уверенно называют этим местом. По одному из преданий, в 50-х годах XIX века во время строительства каменного дома семьёй Терещенко рабочие наткнулись на чугунную доску или дверь, которую сейчас склонны называть сокровищем, за счёт которого семья и стала богатой. Однако по другой версии сокровища на территории города сохраняются и поныне.

### Улица А. С. Пушкина в Глухове
Вблизи посёлка Эсмань до недавних пор находилась авиабаза Пустогород (авиабаза Эсмань), которая являлась одновременно базой прикрытия дислоцированного возле города 668-го ракетного полка 43-й ракетной дивизии 43-й («Винницкой») ракетной армии и учебным аэродромом Черниговского высшего военного авиационного училища лётчиков. На аэродроме базировались учебно-тренировочные самолеты Л-29, Л-39, истребители МиГ-21 различных модификаций.
С распадом СССР авиабаза была расформирована. Железобетонные плиты взлётно-посадочной полосы с 1999 года используются как покрытие улицы А. С. Пушкина (начало автомагистрали Глухов — Курск E 38, протяжённость улицы — около 1,5 км, на которой уложено 429 плит) в Глухове.

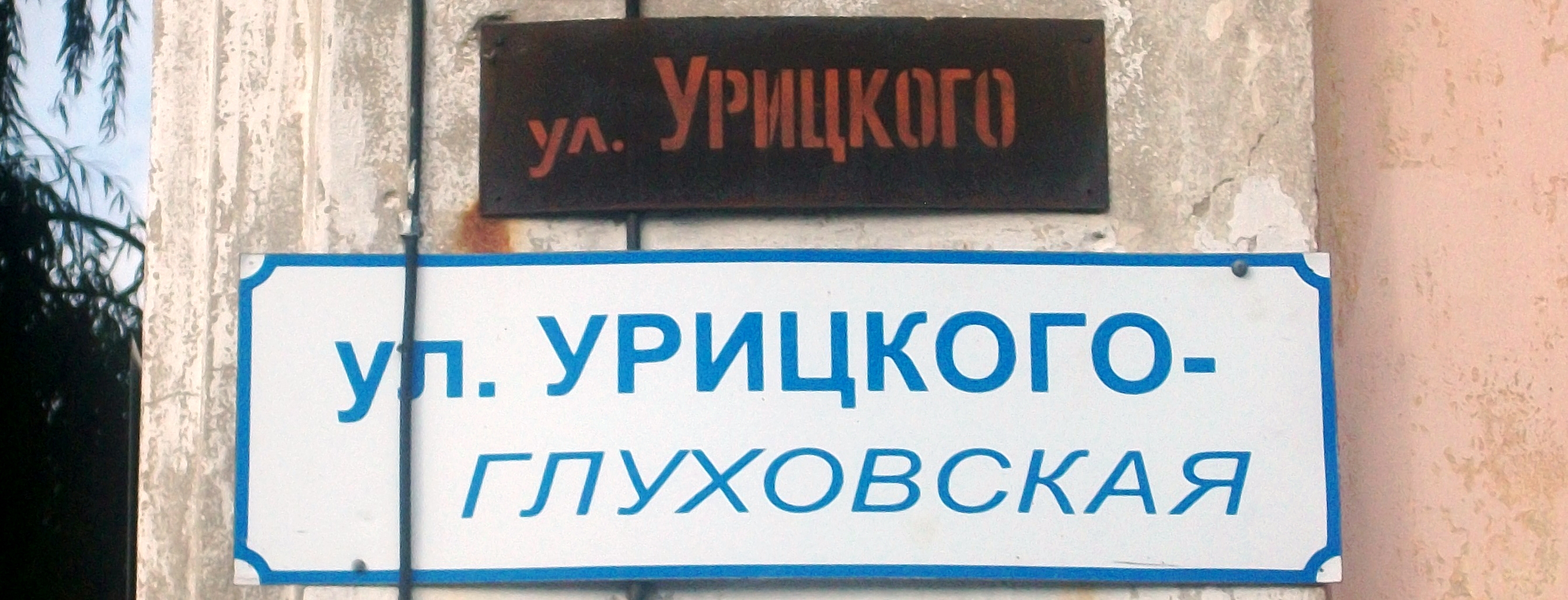
Улица Глуховская в Рыльске

### Улица Глуховская
По названию города Глухова во многих городах Украины и ближнего зарубежья есть или была Глуховская улица: в Киеве, Харькове, Макеевке, Москве, Перми, Вичуге, Егорьевске. А в Рыльске Глуховская улица при советской власти была переименована в улицу Урицкого.
39 ракетная дивизия
Наименование «Глуховская» носит 39-я гвардейская ракетная дивизия РВСН РФ.

## Использованная литература и источники
1. ↑  Источник. Дата обращения: 25 сентября 2022. Архивировано 10 августа 2022 года.
2. 1 2  Національний склад населення міст за переписом 2001 року (укр.). Дата обращения: 30 апреля 2024. Архивировано 2 мая 2019 года.
3. 1 2 3 4 5 6 7 8 9 10  Глухов // Украинская Советская Энциклопедия. том 3. Киев, «Украинская Советская энциклопедия», 1980. стр.60
4. 1 2  Украина Инкогнита,. Глухов. Забытая столица (укр.). Дата обращения: 12 августа 2012. Архивировано 17 августа 2012 года.
5. 1 2  Неофициальный сайт города Глухова. Из Глубины веков (24 мая 2007). Дата обращения: 28 сентября 2011. Архивировано из оригинала 2 июня 2013 года.
6. ↑  Образовательный портал. Природные зоны Украины. Природные условия и ресурсы Черного и Азовского морей (укр.). Дата обращения: 21 сентября 2011. Архивировано 28 января 2010 года.
7. 1 2  Большой справочник школьника. Общая характеристика природных условий и природных ресурсов Украины (укр.). Дата обращения: 30 сентября 2011. Архивировано 5 февраля 2012 года.
информация на сайте с книги: О. Я. Скуратович, Р. Р. Коваленко, Л. І. Круглик. Загальна географія: Підручник для 6 класу середньої школи (укр.) / Третє видання. — Київ: Зодіак-ЕКО, 2000. — 2008 с.
8. ↑  METEOPROG.UZ,. Описание климата Глухова. Дата обращения: 21 сентября 2011. Архивировано 5 февраля 2012 года.
9. ↑  Discount.UA. Метеорологическая станция Госкомгидромета Украины «Глухов» (укр.). Дата обращения: 23 сентября 2011. Архивировано из оригинала 1 января 2015 года.
10. ↑  Глуховский городской совет,. Структура земельного фонда (укр.) (недоступная ссылка — история). Дата обращения: 9 октября 2011.
11. ↑  Государственное управление экологии и природных ресурсов в Сумской Области. Программа мониторинга окружающей среды Сумской области на 2011-2015 гг. (укр.). Дата обращения: 21 сентября 2011. Архивировано 22 марта 2012 года.
12. ↑  Gazeta.ua. Глухов признали лучшим городом Украины (укр.). Дата обращения: 21 сентября 2011. Архивировано 5 февраля 2012 года.
13. ↑  Главное. Чистые и грязные города страны (укр.). Дата обращения: 21 сентября 2011. Архивировано 5 февраля 2012 года.
14. ↑  Неофициальный сайт города Глухова. Глуховская крепость (укр.). Дата обращения: 23 сентября 2011. Архивировано 2 ноября 2010 года.
15. ↑  Глухов // Советский энциклопедический словарь. редколл., гл. ред. А. М. Прохоров. 4-е изд. М., «Советская энциклопедия», 1986. стр.314
16. 1 2 3 4 5 6 7 8 9 10 11 12  Глухов // Большая Российская Энциклопедия / редколл., гл. ред. Ю. С. Осипов. том 7. М., научное издательство «Большая Российская Энциклопедия», 2007. стр.260-261
17. ↑  Города и области Украины,. История Глухова. Дата обращения: 23 сентября 2011. Архивировано из оригинала 5 февраля 2012 года.
18. ↑  Полное собрание русских летописей. — Т. 10. VIII. Летописный сборник, именуемый Патриаршею или Никоновскою летописью Архивная копия от 11 февраля 2022 на Wayback Machine. / Под ред. А. Ф. Бычкова. — СПб., 1885. — 244 с. — C. 224.
19. ↑  Антуан Грамон, Из истории московского похода Яна Казимира. Юрьев. Типогр. Маттисена, 1929.
20. ↑  С. Ф. Платонов. Лекции по русской истории. Часть II. М., ВЛАДОС, 1994. стр.67-69
21. ↑  Павлинов П. С. Глухов Архивная копия от 3 ноября 2018 на Wayback Machine // Большая российская энциклопедия. Электронная версия (2018).
22. ↑  Государственная публичная научно-техническая библиотека СО РАН. С. М. Соловьёв. История России с древнейших времен // Продолжение царствования императрицы Екатерины II Алексеевны. 1764 год. — Т. 26.. Дата обращения: 23 сентября 2011. Архивировано 27 сентября 2008 года.
23. ↑  Электронная версия журнала «География». Изменение административно-территориального деления России за последние 300 лет. Дата обращения: 23 сентября 2011. Архивировано из оригинала 5 февраля 2012 года.
24. ↑  Украинский Центр. Виктор Вечерский, Гетманские столицы Украины: Глухов (укр.). Дата обращения: 23 сентября 2011. Архивировано 5 февраля 2012 года.
25. ↑  Кудрявцев Н. В. Глухов // Энциклопедический словарь Брокгауза и Ефрона : в 86 т. (82 т. и 4 доп.). — СПб., 1890—1907.
26. ↑  Наши путешествия. Глухов, Глуховский район. Дата обращения: 23 сентября 2011. Архивировано из оригинала 22 февраля 2012 года.
27. ↑  Неофициальный сайт города Глухова. Город Глухов. Дата обращения: 23 сентября 2011. Архивировано 16 октября 2012 года.
28. 1 2  Демоскоп Weekly - Приложение. Справочник статистических показателей. www.demoscope.ru. Дата обращения: 5 июня 2021. Архивировано 4 марта 2016 года.
29. ↑  № 1795. Известия Глуховского уездного Совета рабочих, солдатских и крестьянских депутатов // Газеты дореволюционной России 1703—1917. Каталог. СПб., 2007. стр.145
30. ↑  Архивы Украины,. Государственный архив Харьковской области (укр.). Дата обращения: 23 сентября 2011. Архивировано из оригинала 7 октября 2011 года.
31. ↑  М. Л. Дударенко, Ю. Г. Перечнев, В. Т. Елисеев и др. Справочник «Освобождение городов: Справочник по освобождению городов в период Великой Отечественной войны 1941–1945». — М.: Воениздат, 1985. — 598 с.
32. ↑  Севский край,. Великая Отечественная война. Дата обращения: 30 сентября 2011. Архивировано из оригинала 7 июня 2013 года.
33. ↑  Город Инфо,. Тройной праздник. Дата обращения: 30 сентября 2011. Архивировано 5 февраля 2012 года.
34. ↑  Глухов // Большая Советская Энциклопедия. / редколл., гл. ред. Б. А. Введенский. 2-е изд. том 11. М., Государственное научное издательство «Большая Советская энциклопедия», 1952. стр.523
35. ↑  Неофициальный сайт города Глухова. Трофименков сад. Дата обращения: 23 сентября 2011. Архивировано 2 ноября 2010 года.
36. ↑  Госкомархив Украины,. Памятные даты и юбилеи 2008 года (укр.). Дата обращения: 23 сентября 2011. Архивировано из оригинала 10 июля 2011 года.
37. ↑  Глухов официально признан лучшим населённым пунктом Украины (укр.). УНИАН. 29 сентября 2006.
38. ↑  Телеканал новостей 24,. Янукович и Медведев приняли участие в международном автопробеге (укр.). Дата обращения: 23 сентября 2011. Архивировано 6 февраля 2012 года.
39. ↑  Корреспондент.net,. Президенты Украины и РФ обсудили вопросы межрегионального сотрудничества (укр.). Дата обращения: 23 сентября 2011. Архивировано 26 января 2011 года.
40. ↑  В Глухове расселяют бойцов 58 бригады Архивная копия от 5 ноября 2016 на Wayback Machine // «Укринформ» от 2 ноября 2016
41. 1 2  Черниговская губерния. Список населенных мест по сведениям 1859 года. Санкт-Петербург. 1859
42. ↑  Сайт еврейской общины города Сумы,. Евреи на территории Сумщины и евреи - вихидци из земли (укр.) (недоступная ссылка — история). Дата обращения: 23 сентября 2011.
43. ↑  Портал о еврейской генеалогии,. История еврейских общин Глухова. Дата обращения: 23 сентября 2011. Архивировано 6 февраля 2012 года.
44. ↑  Украинский взгляд,. Языковые спекуляции, как причина и следствие трансформации украинского общества (укр.). Дата обращения: 13 августа 2012. Архивировано 17 августа 2012 года.
45. ↑  Демоскоп Weekly, Всесоюзная перепись населения 1959 г. Архивная копия от 21 мая 2012 на Wayback Machine
46. ↑  Демоскоп Weekly, Всесоюзная перепись населения 1989 г. Архивная копия от 18 января 2012 на Wayback Machine
47. 1 2  Г. Г. Леонтьева, В. А. Тюленева. География родного края (укр.). — общественность. образований. школа. — «Ромео», 2000. — 76 с. — ISBN 966-7198-09-X.
48. ↑  Государственный комитет статистики Украины,. Численность населения и его распределение по полу, г. Глухов (укр.). Дата обращения: 21 сентября 2011. Архивировано 5 февраля 2012 года.
49. ↑  Із Глухова на Сумщині евакуювали майже третину населення. LB.ua (22 сентября 2024). Дата обращения: 22 декабря 2024. Архивировано 9 октября 2024 года.
50. ↑  Рідні мови в об'єднаних територіальних громадах України — Український центр суспільних даних (укр.). Дата обращения: 19 января 2024. Архивировано 7 апреля 2023 года.
51. ↑  Про забезпечення функціонування української мови як державної. Дата обращения: 25 марта 2020. Архивировано 2 мая 2020 года.
52. ↑   (укр.) Загальна середня освіта в Україні у 2023 році Архивная копия от 1 июня 2024 на Wayback Machine — Сайт Державної служби статистики України Архивная копия от 4 июня 2024 на Wayback Machine
53. 1 2  Сумская областная универсальная научная библиотека. Геральдика и символика Сумщины (укр.). Дата обращения: 29 сентября 2011. Архивировано 6 февраля 2012 года.
54. ↑  Vexillographia. г.Глухов. Дата обращения: 29 сентября 2011. Архивировано 4 октября 2013 года.
55. 1 2 3  Наши путешествия. Глухов, Глуховский район. Дата обращения: 29 сентября 2011. Архивировано из оригинала 22 февраля 2012 года.
56. ↑  Гербы городов Украины,. Глухов (укр.). Дата обращения: 29 сентября 2011. Архивировано 6 февраля 2012 года.
57. ↑  Heraldicum. г.Глухов. Дата обращения: 29 сентября 2011. Архивировано 11 мая 2013 года.
58. ↑  Глуховский городской совет,. Паспорт Глуховской территориальной общины (укр.). Дата обращения: 23 сентября 2011. Архивировано из оригинала 25 декабря 2010 года.
59. ↑  Глуховский городской совет,. Состав исполнительного комитета (укр.). Дата обращения: 15 августа 2012. Архивировано из оригинала 17 августа 2012 года.
60. ↑  Верховная Рада Украины,. Закон Украины «О выборах депутатов Верховной Рады Автономной Республики Крым, местных советов и сельских, поселковых, городских голов», последняя редакция от 01.01.2011 (укр.). Дата обращения: 8 октября 2011. Архивировано 2 октября 2018 года.
61. ↑  В Глухове потомок украинских меценатов Терещенко одержал сокрушительную победу на выборах мэра. ТСН.ua. Дата обращения: 1 марта 2016. Архивировано 28 января 2016 года.
62. ↑  Верховная Рада Украины,. Закон Украины «О местном самоуправлении на Украине», последняя редакция от 07.08.2011 (укр.). Дата обращения: 28 сентября 2011. Архивировано 1 сентября 2018 года.
63. ↑  Глуховский городской совет,. Городской голова (укр.). Дата обращения: 28 сентября 2011. Архивировано из оригинала 5 июня 2011 года.
64. ↑  Глуховская городская организация Партии регионов,. Страницами истории (укр.). Дата обращения: 15 августа 2012. Архивировано 17 августа 2012 года.
65. 1 2  История городов и сёл. Глухов. Дата обращения: 12 августа 2012. Архивировано 11 ноября 2012 года.
66. ↑  Агентство Промышленных Новостей,. ООО «Модуль». Дата обращения: 12 августа 2012. Архивировано 4 марта 2016 года.
67. ↑  Неофициальный сайт Глухова,. Автотрасса обновляется. Дата обращения: 12 августа 2012. Архивировано 2 июня 2013 года.
68. ↑  Агентство Промышленных Новостей,. МП «Мобус». Дата обращения: 12 августа 2012. Архивировано из оригинала 16 января 2013 года.
69. ↑  Бизнес-Гид,. ОАО «Глуховтехволокно». Дата обращения: 12 августа 2012. Архивировано из оригинала 2 февраля 2012 года.
70. ↑  Бизнес-Гид,. ОАО «Глуховский хлебокомбинат». Дата обращения: 12 августа 2012. Архивировано из оригинала 12 мая 2013 года.
71. ↑  SPR,. Организации Глухова. Дата обращения: 12 августа 2012. Архивировано 14 октября 2012 года.
72. ↑  Деловой справочник предприятий России и СНГ — InfoTable.ru. Глухов. Дата обращения: 15 августа 2012. Архивировано 17 августа 2012 года.
73. ↑  Неофициальный сайт города Глухова,. Довоенный Глухов (ч. 1) (укр.). Дата обращения: 23 сентября 2011. Архивировано 16 октября 2012 года.
74. ↑  Туризм в Украине,. Гостиницы и отели Глухова. Дата обращения: 1 октября 2011. Архивировано 6 февраля 2012 года.
75. ↑  Автолюкс,. Представительства. Дата обращения: 14 августа 2012. Архивировано из оригинала 16 августа 2012 года.
76. ↑  Ночной Экспресс,. Представительства. Дата обращения: 14 августа 2012. Архивировано 17 августа 2012 года.
77. ↑  ООО «Новая Почта»,. Глухов (укр.). Дата обращения: 14 августа 2012. Архивировано из оригинала 30 июля 2012 года.
78. ↑  Грузоперевозки,. Глухов (Сумская обл.). Дата обращения: 25 сентября 2012. Архивировано 17 октября 2012 года.
79. ↑  Райффайзен банк Аваль,. Отделения и банкоматы в городе Глухов. Дата обращения: 15 августа 2012. Архивировано из оригинала 14 июня 2012 года.
80. ↑  АО Сбербанк,. Отделения в Глухов (укр.). Дата обращения: 15 августа 2012. Архивировано 17 августа 2012 года.
81. ↑  АО «УкрСиббанк»,. Универсальное отделение № 573 (укр.). Дата обращения: 15 августа 2012. Архивировано 17 августа 2012 года.
82. ↑  CREDIT AGRICOLE,. Филиалы и отделения. Дата обращения: 15 августа 2012. Архивировано 18 апреля 2013 года.
83. ↑  Портал Банки Украины,. Глухов (укр.). Дата обращения: 28 сентября 2011. Архивировано 6 февраля 2012 года.
84. ↑  Банки Украины. в городе Глухов (укр.). Дата обращения: 13 августа 2012. Архивировано 6 августа 2012 года.
85. ↑  CashExchange,. Обменные пункты валют в Глухове (укр.). Дата обращения: 13 августа 2012. Архивировано 17 августа 2012 года.
86. ↑  Расчет расстояний между городами. Дата обращения: 23 сентября 2011. Архивировано из оригинала 21 июня 2009 года.
87. ↑  Глуховский общественный дельтапланерный клуб «Авиакомпания». Дата обращения: 23 сентября 2011. Архивировано 6 февраля 2012 года.
88. ↑  Неофициальный сайт города Глухова,. Глухов в XIX столетии. Дата обращения: 23 сентября 2011. Архивировано 2 июня 2013 года.
89. ↑  Украинский издательский портал,. Город Глухов (укр.). Дата обращения: 23 сентября 2011. Архивировано из оригинала 14 ноября 2007 года.
90. ↑  Нормативно-директивные документы МОЗ Украины,. Телефонный справочник системы Минздрава (укр.). Дата обращения: 23 сентября 2011. Архивировано 25 ноября 2010 года.
91. ↑  Всеукраинская общественная организация инвалидов пользователей психиатрической помощи "ЮЗЕР",. Психиатрические больницы (укр.). Дата обращения: 23 сентября 2011. Архивировано из оригинала 8 октября 2011 года.
92. ↑  TUT.ua,. Справка 559. Дата обращения: 23 сентября 2011. Архивировано 24 января 2012 года.
93. ↑  Национальная библиотека Украины имени В. И. Вернадского,. Научные достижения как фундамент Программы правительственных свершений (укр.). Дата обращения: 28 сентября 2011. Архивировано 6 февраля 2012 года.
94. ↑  Неофициальный сайт города Глухова,. Впереди планеты всей (укр.). Дата обращения: 28 сентября 2011. Архивировано 2 июня 2013 года.
95. ↑  Персональный сайт Института лубяных культур НААНУ - Про нас. ibc-uaas.at.ua. Дата обращения: 19 мая 2018. Архивировано 20 мая 2018 года.
96. ↑  Глухов туристический,. Музеи Глухова (укр.) (недоступная ссылка — история). Дата обращения: 23 сентября 2011.
97. ↑  Музейное пространство Украины,. Лучшие музейные события 2008 года (укр.). Дата обращения: 23 сентября 2011. Архивировано 6 февраля 2012 года.
98. ↑  Верховная Рада Украины,. Постановление Кабинета Министров Украины «О государственном историко-культурном заповеднике «Глухов»» от 8 февраля 1994 г. N80 (укр.). Дата обращения: 27 сентября 2011.
99. ↑  Левашёв Е. М. Березовский М. С. // История русской музыки. Т.3. М., 1985. С.135.
100. ↑  Ольховский Андрей Васильевич. Очерк истории украинской музыки / Под ред. А. Б. Васильева. — Киев: Музыкальная Украина, 2003.
101. 1 2 3 4  Неофициальный сайт города Глухова,. Глухов религиозный. Дата обращения: 15 августа 2012. Архивировано 2 июня 2013 года.
102. ↑  Официальный сайт Конотопско-Глуховской епархии. Дата обращения: 21 сентября 2011. Архивировано 6 февраля 2012 года.
103. ↑  Первая украинская электронная библиотека учебников,. Современная религиозная ситуация в Украине (укр.). Дата обращения: 21 сентября 2011. Архивировано из оригинала 22 сентября 2011 года.
104. ↑  Газета «Ваш Шанс»,. Глуховские биатлонисты выиграли Украину. Дата обращения: 11 февраля 2012. Архивировано 31 мая 2012 года.
105. ↑  ТРК Глухов. Глуховские биатлонисты – лучшие в Украине. Дата обращения: 30 сентября 2011. Архивировано из оригинала 7 октября 2011 года.
106. ↑  Неофициальный сайт города Глухова,. Наши боксеры - победителив (укр.). Дата обращения: 23 сентября 2011. Архивировано 2 июня 2013 года.
107. ↑  Официальный сайт Глуховского колледжа СНАУ (укр.). Дата обращения: 23 сентября 2011. Архивировано из оригинала 4 февраля 2012 года.
108. ↑  ТРК Глухов,. Боротся — вместе (укр.). Дата обращения: 23 сентября 2011. Архивировано из оригинала 29 января 2012 года.
109. ↑  Город Инфо,. Глухов принимал юных судомоделистов (укр.). Дата обращения: 15 августа 2012. Архивировано 17 августа 2012 года.
110. ↑  Неофициальный сайт города Глухова,. Церковь Св. Николая (укр.). Дата обращения: 27 сентября 2011. Архивировано 18 февраля 2011 года.
111. ↑  Неофициальный сайт города Глухова,. Трех-Анастасиевская церковь (укр.). Дата обращения: 27 сентября 2011. Архивировано 2 июня 2013 года.
112. ↑  Пресс-служба Украинской Православной Церкви,. В Спасо-Преображенской церкви Глухова обнаружены уникальные старинные росписи XVIII века (укр.). Дата обращения: 27 сентября 2011. Архивировано 7 февраля 2012 года.
113. ↑  Фотографии, Глухов,. Самые старые места Глухова (укр.). Дата обращения: 27 сентября 2011. Архивировано 4 октября 2013 года.
114. ↑  Национальный заповедник «Глухов»,. Дворянское собрание (укр.). Дата обращения: 27 сентября 2011. Архивировано из оригинала 7 февраля 2012 года.
115. ↑  Конструкции самолётов в России до октября 1917 года,. Самолеты А. Д. Карпеки. Дата обращения: 30 сентября 2011. Архивировано из оригинала 18 января 2012 года.
116. ↑  Неофициальный сайт города Глухова,. Выдающийся уроженец Глухова (укр.). Дата обращения: 30 сентября 2011. Архивировано 25 февраля 2015 года.
117. ↑  Национальная библиотека Украины имени В.И. Вернадского,. П. Я. Дорошенко и развитие музейного дела в Черниговской губернии (укр.). Дата обращения: 30 сентября 2011. Архивировано 7 февраля 2012 года.
118. ↑  Неофициальный сайт города Глухова. Знаменитые жители Глухова. Дата обращения: 27 сентября 2011. Архивировано 2 ноября 2010 года.
119. ↑  Цвейфель, Лазарь (Элиезер) // Еврейская энциклопедия Брокгауза и Ефрона. — СПб., 1908—1913.
120. ↑  Русские евреи,. Персоналии (до 1917). Еврейские: религия, общественная деятельность, наука. Дата обращения: 30 сентября 2011. Архивировано из оригинала 7 февраля 2012 года.
121. ↑  Новини - останні новини Глухова, оголошення, афіша, міський довідник, конкурси, блоги | Глухів.INFO. ГЛУХІВ.INFO. Дата обращения: 4 апреля 2020. Архивировано 22 июня 2020 года.
122. ↑  ТРК Глухов,. Навстречу потребителям (укр.) (10 сентября 2011). Дата обращения: 30 сентября 2011. Архивировано 14 марта 2016 года.
123. ↑  Официальный сайт газеты «Неделя». Дата обращения: 28 февраля 2012. Архивировано 31 мая 2012 года.
124. ↑  Национальный совет Украины по вопросам телевидения и радиовещания. Решение № 581 (укр.). Дата обращения: 5 сентября 2020. Архивировано 31 августа 2021 года.
125. ↑  Світ радіо. Радиовещание в Глухове (укр.). Дата обращения: 3 сентября 2020. Архивировано 13 сентября 2019 года.
126. ↑  Шановні жителі міста! // Народна трибуна — 11 августа 2012 года (укр.)
127. ↑  Глуховский городской совет,. Средства массовой информации (укр.). Дата обращения: 27 сентября 2011. Архивировано 7 февраля 2012 года.
128. ↑  Сумская областная государственная администрация,. Еврорегион «Ярославна» (укр.). Дата обращения: 27 сентября 2011. Архивировано 7 февраля 2012 года.
129. 1 2  МИД Украины,. Побратимские связи между городами Украины и Республики Болгария (укр.). Дата обращения: 27 сентября 2011. Архивировано из оригинала 7 февраля 2012 года.
130. ↑  RT.KORR,. Поиски сокровищ Полуботка (укр.). Дата обращения: 11 августа 2012. Архивировано из оригинала 24 сентября 2015 года.
131. ↑  Sevs24.narod.ru,. Глухов (укр.). Дата обращения: 11 августа 2012. Архивировано 21 апреля 2013 года.
132. ↑  Paralleli.if.ua,. Сокровища Украины: где они спрятаны? (укр.). Дата обращения: 11 августа 2012. Архивировано из оригинала 1 января 2015 года.
133. ↑  Большая Энциклопедия,. Список авиабаз Украины. Дата обращения: 11 августа 2012. Архивировано 17 августа 2012 года.
134. ↑  Неофициальный сайт Глухова,. Плиты вибрируют под колесами. Дата обращения: 11 августа 2012. Архивировано 2 июня 2013 года.

### Положение
1. ↑  В книге: «Национальная книга памяти жертв Голодомора 1932—1933 годов на Украине. Сумская область» ( (укр.) «Національна книга пам’яті жертв Голодомору 1932—1933 років в Україні. Сумська область»), в разделе 1: «Мартиролог», указывается что у Глухове в это время умерло около 800 человек (недоступная ссылка — история).. Но официального (недоступная ссылка — история). подтверждения смерти от Голодомора не найдено до сих пор, что может объясняться несвоевременной подачей информации Архивная копия от 23 апреля 2014 на Wayback Machine.